# Trans-Val-de-Marne
Pour les articles homonymes, voir TVM.
Le Trans-Val-de-Marne, souvent abrégé en Tvm, est une ligne de bus à haut niveau de service (BHNS) exploitée par la Régie autonome des transports parisiens (RATP). Cette ligne de bus mise en service le 1er octobre 1993, presque intégralement en site propre, est destinée à faciliter les déplacements de banlieue à banlieue à l'intérieur du département du Val-de-Marne, en Île-de-France. Elle remplace l'ancienne ligne RATP 392, qui reliait, depuis 1969, la gare de Saint-Maur - Créteil à l'arrêt Marché d'Intérêt National-Porte de Thiais, situé à Rungis.
Elle relie la gare de La Croix de Berny à la gare de Saint-Maur - Créteil et dessert trente-deux stations sur près de vingt kilomètres. Tout comme le  393, elle fait partie du sous-réseau Bus en Site Propre du contrat avec Île-de-France Mobilités.
Elle constitue la ligne de bus la plus fréquentée d'Europe avec 23 millions de voyageurs en 2019.

## Histoire

### Chronologie
- 1er octobre 1993 : mise en service entre Rungis - Marché International et Saint-Maur - Créteil RER et exploitation avec des autobus articulés de type PR 180.2 ;
- 1997 à 2001 : expérimentation de modèles de tramway sur pneumatiques ;
- 6 octobre 2003 : remplacement des PR 180.2 par de nouveaux bus articulés de type Agora L « Euro 3 » ;
- 21 juillet 2007 : prolongement à l'ouest de Rungis - Marché International à Antony - La Croix de Berny RER ;
- 7 septembre 2011 : fermeture de la station Bas Marin et ouverture de la station Carrefour de la Résistance ;
- été 2013 : remplacement des Agora L « Euro 3 » par des autobus articulés de type Lion's City G. Les Agora L Euro 3 sont mutés sur les lignes 150 et 187.
- été 2017 : remplacement des Lion's City G par des autobus articulés de type Citaro G C2. Les Lion's City sont mutés sur les lignes 31, 91 et PC.
- 6 septembre 2021 : mise en service des tout premiers Scania Citywide LFA GNV Euro 6 remplaçant les Citaro G C2. Les Citaro G C2 ont été transférés aux lignes 95, 105 et 150.
- 8 juillet 2024 : la Déclaration d'Utilité Publique de l'extension du TVM vers l'est, entre la Gare RER A de Saint-Maur-Créteil et Noisy le Grand Mont d'Est qui avait été prorogée le 8 juillet 2019 pour 5 ans et non renouvelée depuis est donc caduque. Ce projet semble être totalement abandonné.

### Projet Orbitale
En 1989, le Syndicat des transports parisiens (STP), ancêtre du Syndicat des transports d'Île-de-France (STIF), désirait mettre deux rocades de transports en commun autour de la capitale. En effet, Jean-Michel Paumier, alors directeur du développement de la RATP, expliquait à cette occasion que l'ambition de la régie était d'avoir en proche et moyenne couronne, un réseau maillé du même type que celui existant dans Paris intra-muros. Dénommé « Orbitale », ce projet est ambitieux en visant la création de deux rocades de transports collectifs autour de Paris, et la connexion de plusieurs lignes de métro existantes avec le premier cercle ainsi créé.
C'est dans le cadre du projet global « Orbitale », et plus précisément dans le cadre du 11e plan État-région (1994-1998), que le projet de création du Tvm est lancé. Il vise à créer une nouvelle ligne de bus en site propre protégé, interdit aux voitures, entre le Marché international de Rungis et la gare du RER A de Saint-Maur-Créteil.
Finalement, cette ligne avait pour vocation d'être intégré au projet « Grand Tram », évolution du projet « Orbitale » vers un réseau de tramway contournant la capitale, englobant ainsi les lignes T1 et T2. Il était alors envisagé qu'à terme, le Tvm serait converti en ligne de tramway.

### Naissance du Tvm

Logotype du Tvm.

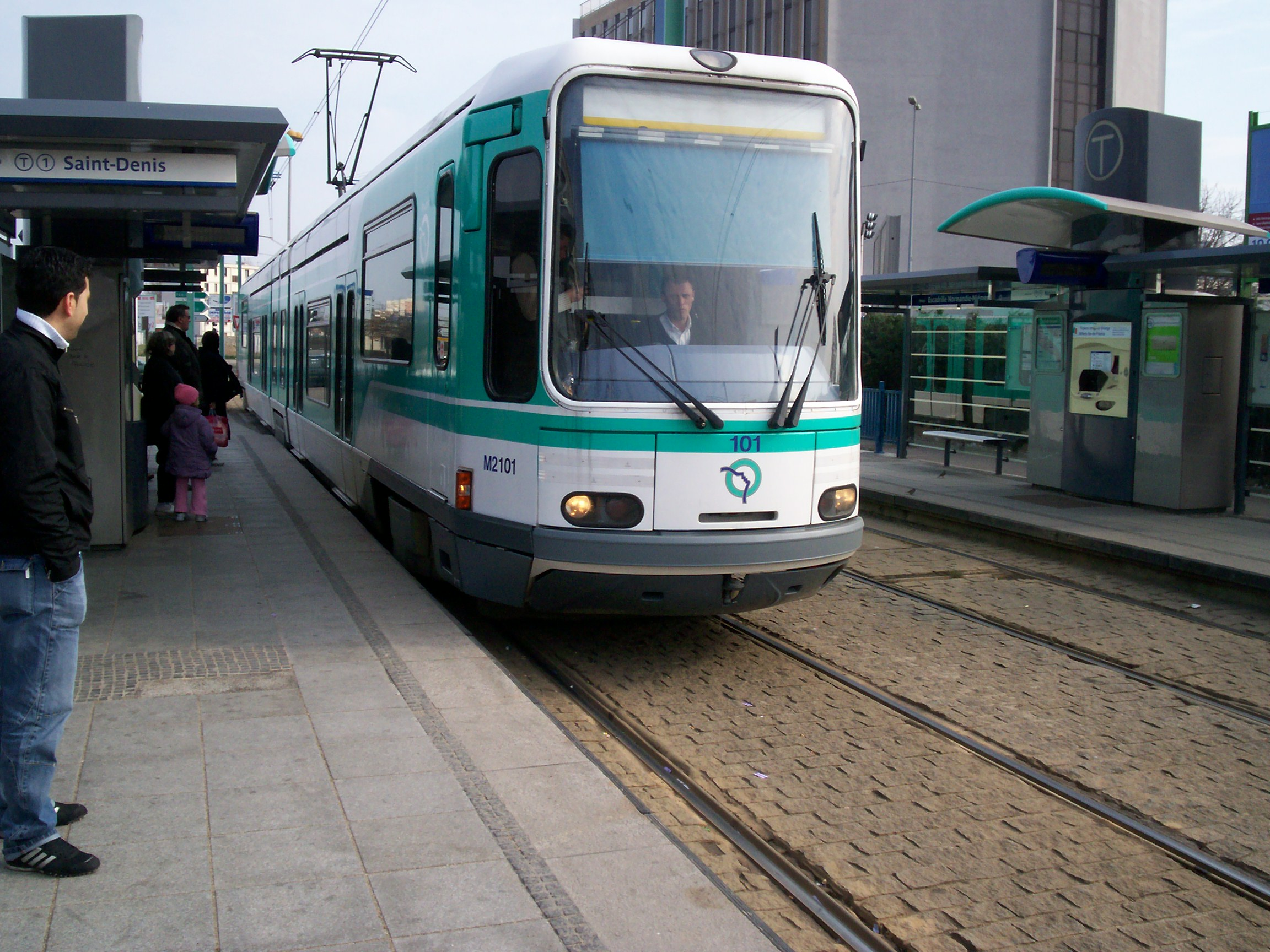
La ligne de tramway T1 est le précurseur du Tvm, en matière de liaisons de banlieue à banlieue.

Les travaux débutèrent en 1988, et après cinq ans de travaux, le 1er octobre 1993, après avoir été inauguré le 29 septembre 1993, le Tvm, est mis en service entre Saint-Maur-Créteil RER et le Marché international de Rungis, permettant ainsi la desserte de 23 nouvelles stations, réparties sur cinq communes : Saint-Maur-des-Fossés, Créteil, Choisy-le-Roi, Thiais et Chevilly-Larue. Pour son exploitation, la RATP fit appel aux autobus articulés de type PR 180.2. Cette ligne est administrativement incluse par la RATP dans le « mode T ». À cette occasion, l'ancêtre du SIEL, Alexis, fut mis en fonctionnement.
Pour Francis Lorentz, alors PDG de la RATP, cette nouvelle ligne illustrait la volonté de la régie, « du fait des contraintes nouvelles du développement en Ile-de-France, de mettre l'accent sur les axes de banlieue à banlieue ». Sa mise en service avait beaucoup été mise en avant par la RATP puisqu'elle répondait à la nécessité de « porter plus d'attention aux déplacements de banlieue à banlieue, non pas simplement par des bus classiques, mais par des moyens qui, par leur rapidité, leur confort, leur régularité, puissent se comparer à ce qu'offre le métro dans Paris et donc puissent vraiment concurrencer la voiture ». Toujours selon Francis Lorentz, après la mise en service de la ligne de tramway T1, entre Bobigny et Saint-Denis, la création du Trans Val-de-Marne constituait « un second exemple du genre ».
Le Tvm était ainsi considéré pour la RATP comme une réalisation originale, qui permit de démontrer que la régie n'était pas vouée seulement aux radiales, à Paris intra-muros, ou aux équipements lourds et ferrés. En 1993, la RATP envisage alors d'ici, l'an 2000, de multiplier ces créations de lignes de banlieue à banlieue afin de compléter leur dispositif autour de Paris, facilitant ainsi les déplacements.

### Tests de tramway sur pneus

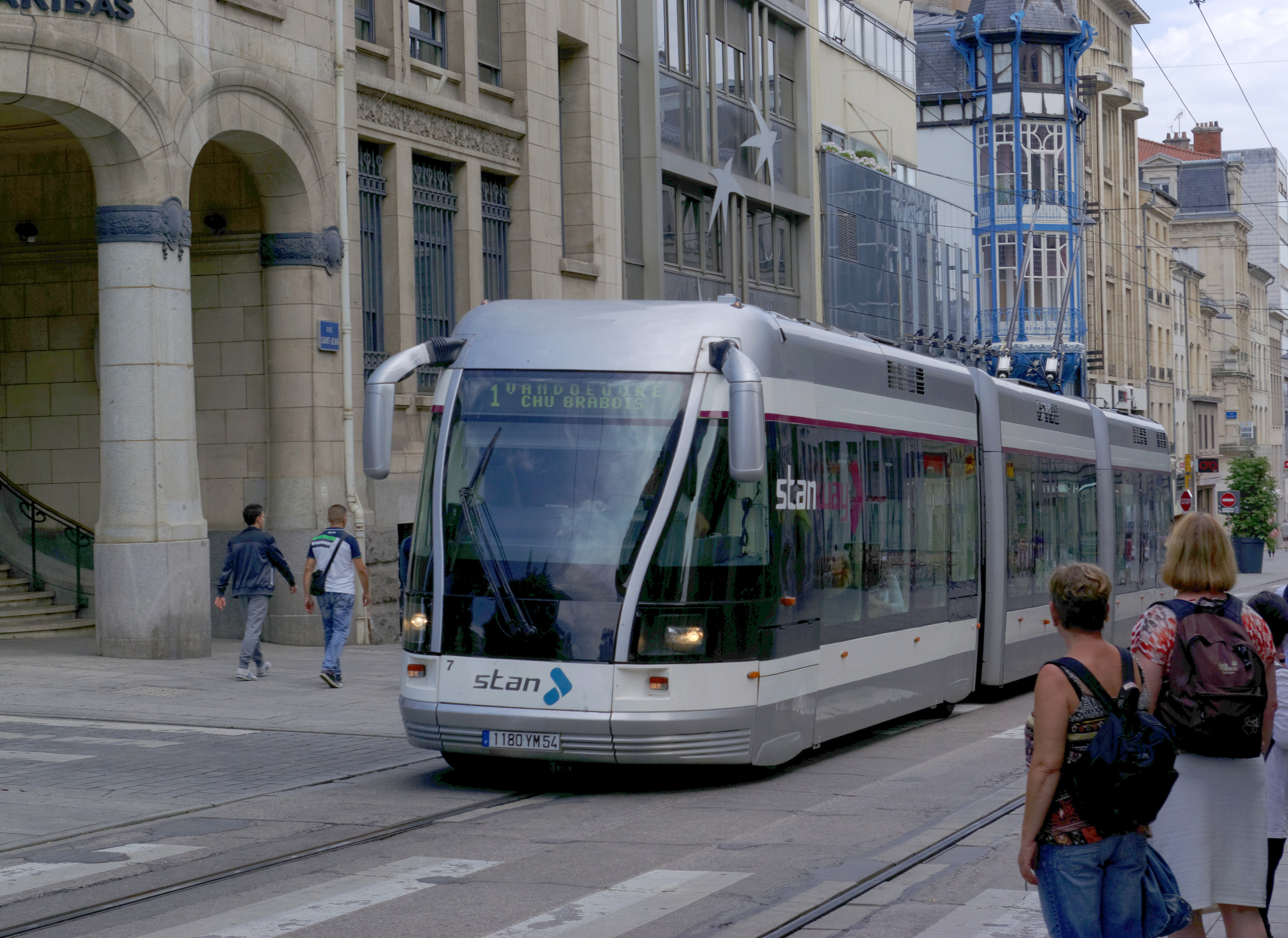
TVR à Nancy.

Entre la fin 1997,, et 2001, la RATP testa deux types de tramways sur pneumatiques sur un tronçon expérimental, allant de l’arrêt René Panhard à l'arrêt Bas Marin, spécialement équipé d'un unique rail central comme le Translohr, pour les besoins de l'expérimentation : le TVR (Bombardier) et le Translohr (Lohr) bien qu'il fût aussi prévu pour le Stream d'Ansaldo. Toutefois, le Civis aurait aussi été testé. En effet, le tramway séduit, de nouveau, les décideurs.
Après avoir été rejeté durant une quarantaine d'années, en raison d'un coût et d'une durée de construction relativement importants, le tramway sur pneumatiques, alors nouvelle innovation, se révéla une solution alléchante, puisqu'il limite considérablement les coûts d'installation ce qui présente un avantage important pour faciliter, à moindre coût, le développement de nouvelles lignes de transport en commun dans la région.
Ce processus d'expérimentation débuta à la fin de l'année 1997 par le tramway sur pneumatiques de la société Bombardier Transport, le TVR pour Transport sur Voie Réservée. Ces essais permirent aux décideurs de déterminer tous les avantages de ce véhicule. Guidé par un rail central mais possédant des pneus, il peut en effet sortir de son rail de guidage, et alors se comporter comme un bus, gravir des pentes supérieures à 10 % et rejoindre son garage, sans avoir besoin d'être alimenté électriquement par caténaire ou fil de contact. En effet, une génératrice diesel d'appoint offre au tramway sur pneumatiques, une autonomie de plusieurs kilomètres. Puis, à partir de novembre 2000, ce fut au tour du Translohr, de l'entreprise alsacienne Lohr, d'être testé, sur les deux kilomètres électrifiés, ce qui conclut l'expérimentation.

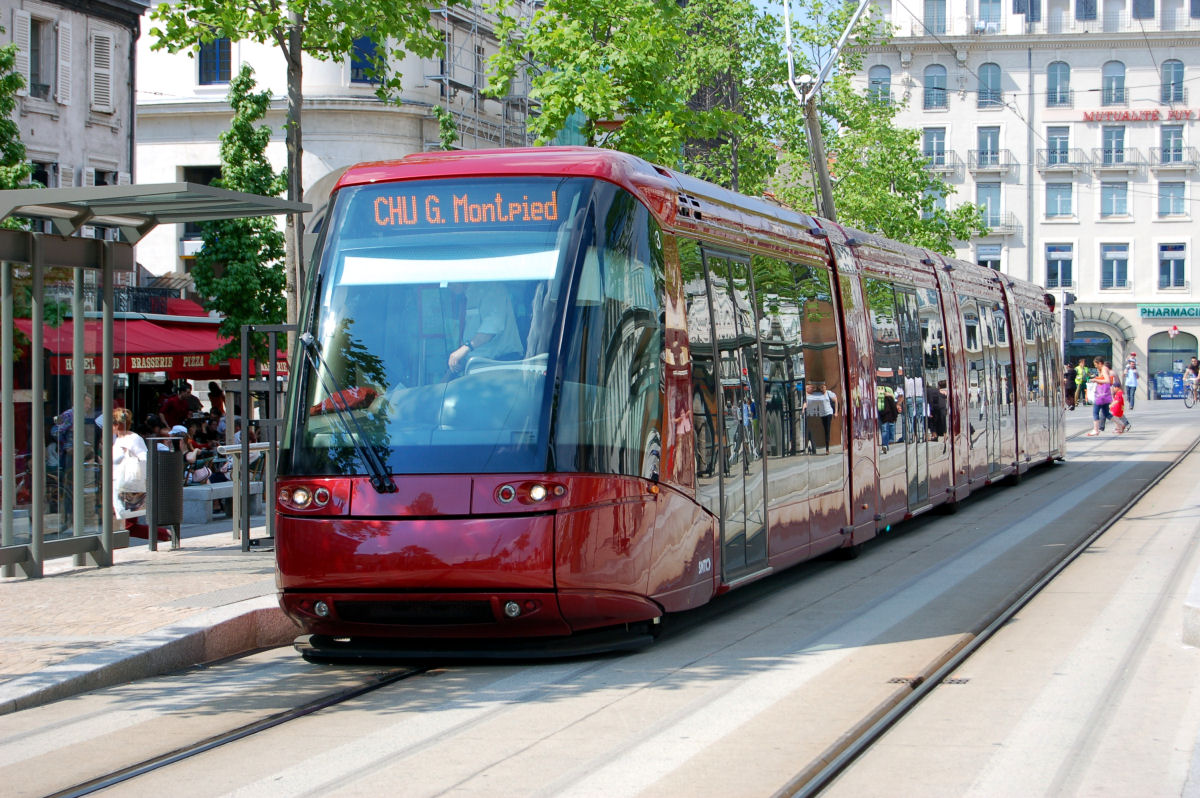
Translohr à Clermont-Ferrand.

Toutefois, la RATP émit certains doutes au sujet du tramway sur pneumatiques, bien que la conceptrice du Translohr de Lohr, Alice Ullmann eut des arguments en faveur de ce véhicule. Pour elle, c'est la solution pour des sites où il est impossible d'installer l'électricité, puisqu'elle bénéficie de batteries. De plus, elle ajouta que le tramway sur pneumatiques coûterait beaucoup moins cher que « son cousin sur rail », que les travaux sur la chaussée seraient moins importants et que le coût au kilomètre serait alors très inférieur à celui du tramway traditionnel.
Mais, Alain Luberne, alors responsable des nouveaux types de transports à la RATP, est peu convaincu de l'argument prix. En effet, pour lui, ce n'est pas le fait que l'on pose un seul ou deux rails qui coûte le plus cher, mais c'est parce que les villes profitent systématiquement de l'arrivée du tramway pour lancer de gros travaux d'aménagement urbains. De plus, le tramway classique est de plus grande capacité que le tramway sur pneumatiques : le nombre de voyageurs qu'il peut transporter est souvent supérieur à cent personnes. C'est la raison pour laquelle, Guy Bourgeois, alors directeur du département stratégie de la RATP conclut que, sur des lignes assez fréquentées, le choix du tramway sur pneumatiques pourrait créer un réel problème.
Bien que conclue en 2001, les dernières traces de l'expérimentation ne disparurent qu'en 2007 avec le retrait du rail central suivi du comblement de la rigole, puis de sa disparition à la suite de la pose d'un nouveau revêtement sur le site propre, par-dessus l'ancien, à l'occasion du prolongement de la ligne à Antony.
Ces expérimentations sont entrées en ligne de compte dans le choix, par le Syndicat des transports d'Île-de-France, autorité organisatrice des transports franciliens, du Translohr pour l'exploitation de la ligne T5 (Saint-Denis - Garges) en service depuis juillet 2013 et de la ligne T6 (Châtillon - Vélizy) ouverte depuis le 13 décembre 2014.

### Seconde jeunesse

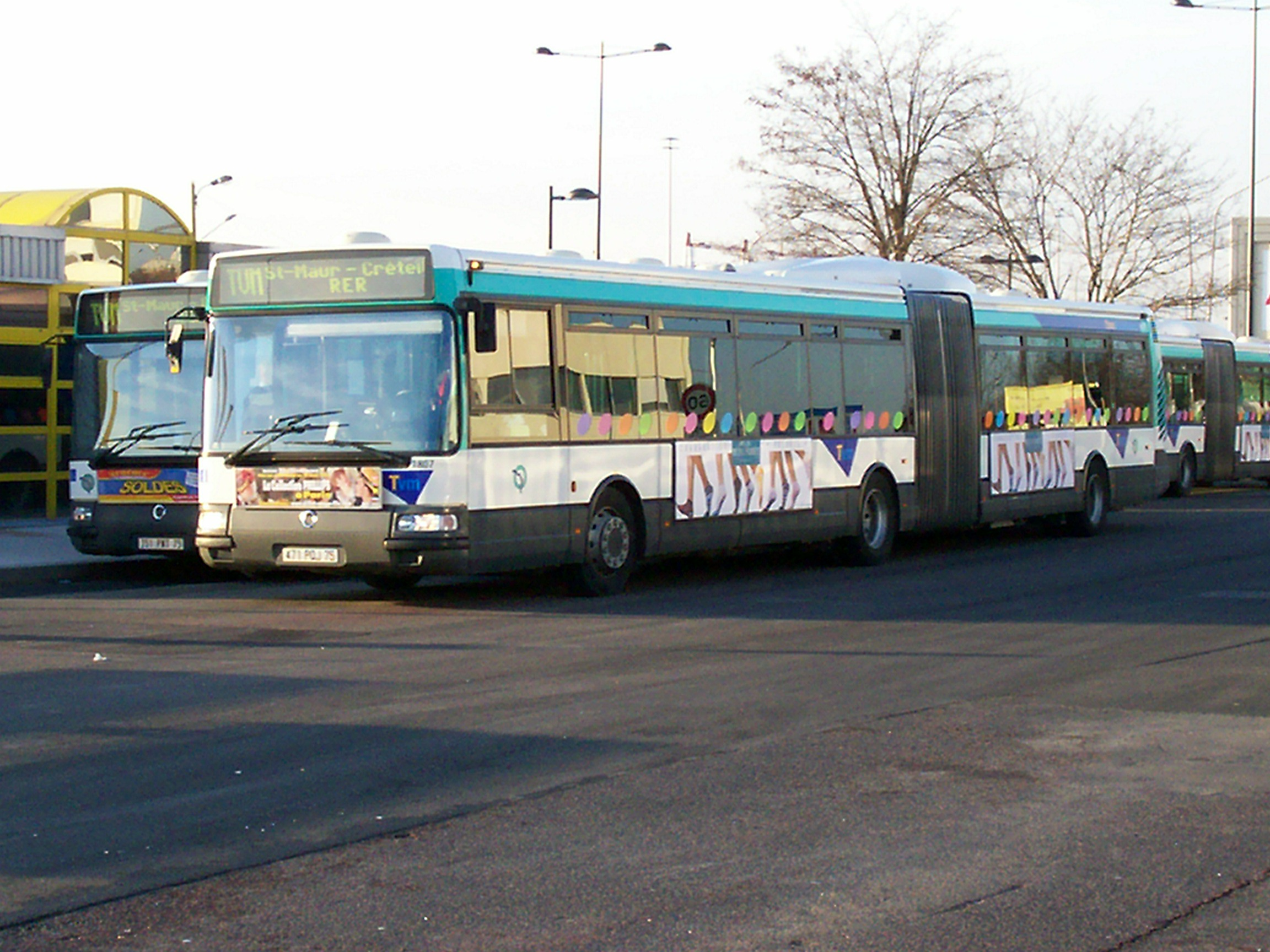
Les Agora L no 1733 et 1807 en livrée originale dotée des pastilles Bus Attitude, en janvier 2006.

Le 6 octobre 2003, après dix ans de services intensifs, les derniers PR 180.2 furent remplacés par 19 bus articulés neufs de type Agora L « Euro 3 », se distinguant de leurs prédécesseurs, par une nouvelle décoration spécifique et propre à la ligne et par une accessibilité facilitée au bus pour les personnes à mobilité réduite (PMR) en raison de leur plancher surbaissé ne possédant pas de marches d'accès alors que les bus précédents étaient dotés d'un plancher haut, avec nécessité de gravir des marches pour pouvoir y accéder. L'arrivée des Agora signifia aussi la disparition des derniers composteurs mécaniques Camp ainsi que le remplacement d'Alexis par SIEL, système d’information en temps réel, fonctionnellement proche d'Alexis, dont le Tvm a bénéficié dès sa mise en service.
Puis, quelques années plus tard, le STIF souhaita rendre le service permanent, c'est-à-dire en faisant fonctionner la ligne 24 heures sur 24, car il fallait améliorer les conditions d'accès au Marché international de Rungis, donc favoriser les trajets même durant la nuit, car beaucoup d'employés y travaillent tard le soir et/ou très tôt le matin pour recevoir et redistribuer les milliers de tonnes de produits qui y transitent chaque jour. Approuvé lors du conseil d'administration du STIF d'avril 2006, cette décision fut plébiscitée par Daniel Davisse, vice-président du conseil général, qui la considéra comme une excellente nouvelle pour le développement des transports en commun de banlieue à banlieue. Il fallait éviter aux personnes qui habitent en banlieue de devoir systématiquement passer par Paris pour leurs déplacements. Pour Jean-Marie Pionnier, grossiste au MIN, cette situation pouvait permettre d'améliorer les conditions de transport et réduire le covoiturage. Finalement, le Tvm n'est pas étendu mais une nouvelle ligne de bus est mise en service, durant la nuit du samedi 9 au dimanche 10 décembre 2006, la ligne Noctilien 71, nouvel équivalent nocturne du Tvm.

### Prolongement jusqu'à Antony

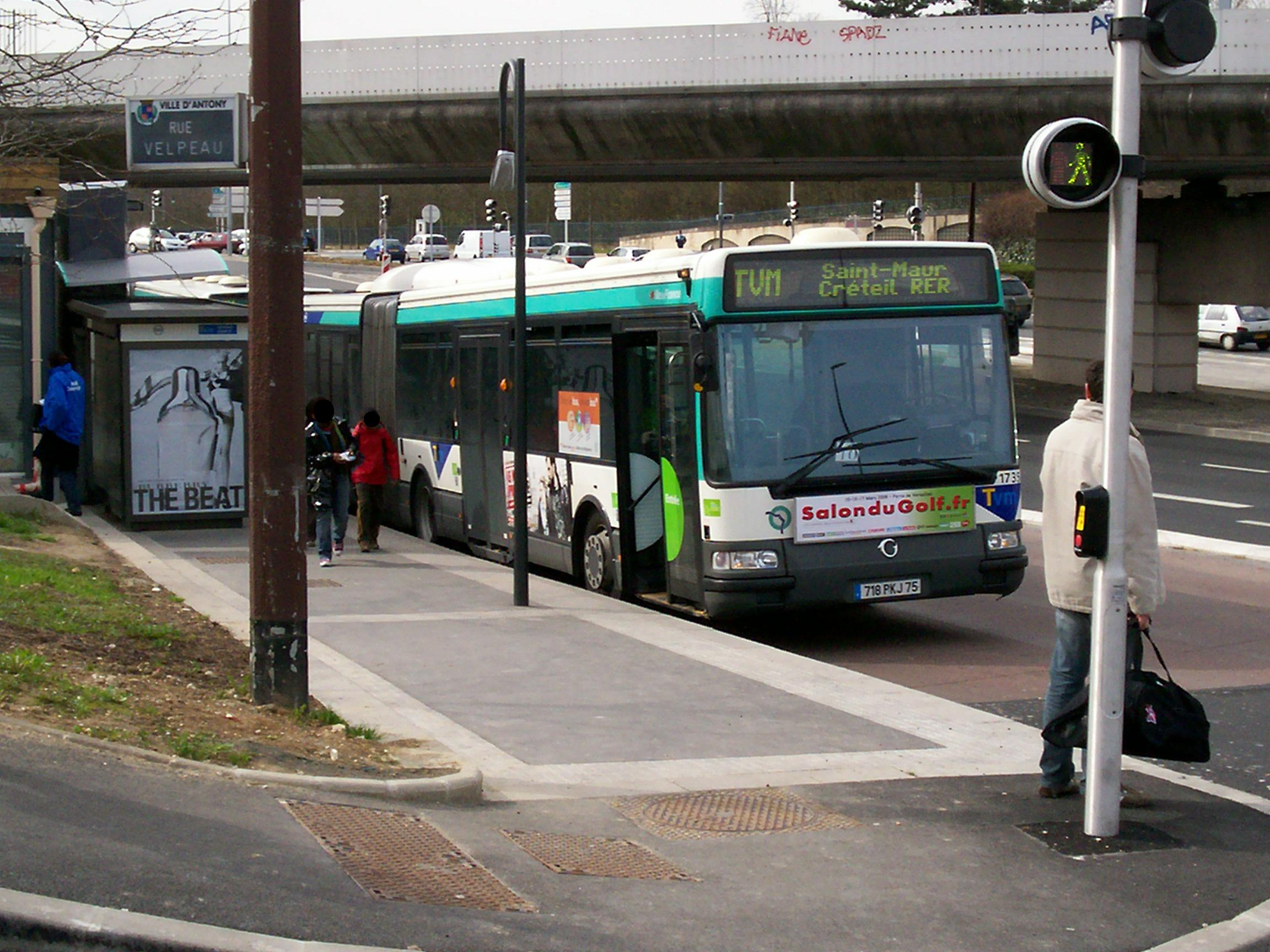
L'Agora L no 1735 au terminus La Croix de Berny RER, en mars 2008.

En octobre 1997, après la mise en service du premier tronçon du Tvm, la RATP lance le projet de prolonger la ligne, sur sept kilomètres, du Marché international de Rungis à la gare de La Croix de Berny, en correspondance avec le RER B, en desservant neuf nouvelles stations réparties sur trois communes de l'ouest du Val-de-Marne. Ce projet était inscrit au contrat de plan État-région 2000-2006. Annoncé depuis des années et souvent repoussé, le STIF ayant un temps annoncé la mise en service du prolongement au début de l'année 2003, le projet fut seulement bouclé au début de l'année 2004 par l'approbation par le Conseil régional francilien, de la convention de financement du prolongement.
Ainsi, les travaux débutèrent en juin 2005, avec comme maître d'ouvrage délégué du chantier, la RATP, et comme maître d'œuvre la société setec TPI, pour un coût estimé à plus de quarante-cinq millions d'euros. Pour les besoins du prolongement, il fallait franchir trois autoroutes : l'A6, l'A86 ainsi que l'A106, voie rapide qui permet de rejoindre l'aéroport d'Orly depuis l'autoroute A6. Pour cela deux ponts furent construits : l'un, long de 105 mètres et le second, de 185 mètres. Ces travaux devaient commencer en avril pour le franchissement de l'A106 et en mai pour celui de l'A86 et se traduisirent par la pose nocturne des tabliers des ponts, après avoir été assemblés à proximité du chantier, ce qui nécessita la fermeture partielle et de courte durée de ces voies. Mais en juillet 2005, seules des palissades et des cabanes de chantier étaient installées dans la zone hôtelière de Rungis. Ainsi le chantier, qui devait s'achever fin 2006, pour une mise en service du TVM au premier trimestre 2007, n'avait pas encore débuté, ce qui causa déjà trois mois de retard supplémentaires.
Les travaux de construction des ponts commencèrent, le 10 mai 2006, par celui enjambant l'A106. Pour ce faire, l'axe fut fermé dans les deux sens entre 21 h 30 et 6 heures du matin, entre Orly et la liaison A6a - A6b pour permettre la pose des éléments du tablier de l'ouvrage. Ce travail nécessita l'utilisation de deux grues routières, pour l'installation de caissons métalliques, l'une d'entre elles pesant 700 tonnes et l'autre, 300 tonnes. Pour les riverains, des dispositions furent mises en place afin de limiter les nuisances engendrées par ce chantier nocturne. Ainsi, la RATP envoya une lettre d'information aux habitants du secteur. Pour le second pont, le président du conseil régional d'Île-de-France, Jean-Paul Huchon, vint visiter le chantier le mardi 23 mai 2006 dans l'après-midi. Désormais, selon le calendrier mis à jour, le prolongement du Tvm à l'ouest devait être achevé dans le courant de l'année 2007. Il ne faut pas oublier que ces travaux purent avoir lieu car la justice a débouté les associations de riverains : il s'agissait de particuliers de Rungis et du propriétaire d'un hôtel Campanile. En contrepartie, la RATP a alors prévu d'informer très régulièrement les habitants de l'avancement des travaux et des éventuelles désagréments qui en découleraient : un journal fut diffusé dans les quartiers concernés, ce qui expliqua l'importance de la communication en vue des travaux.

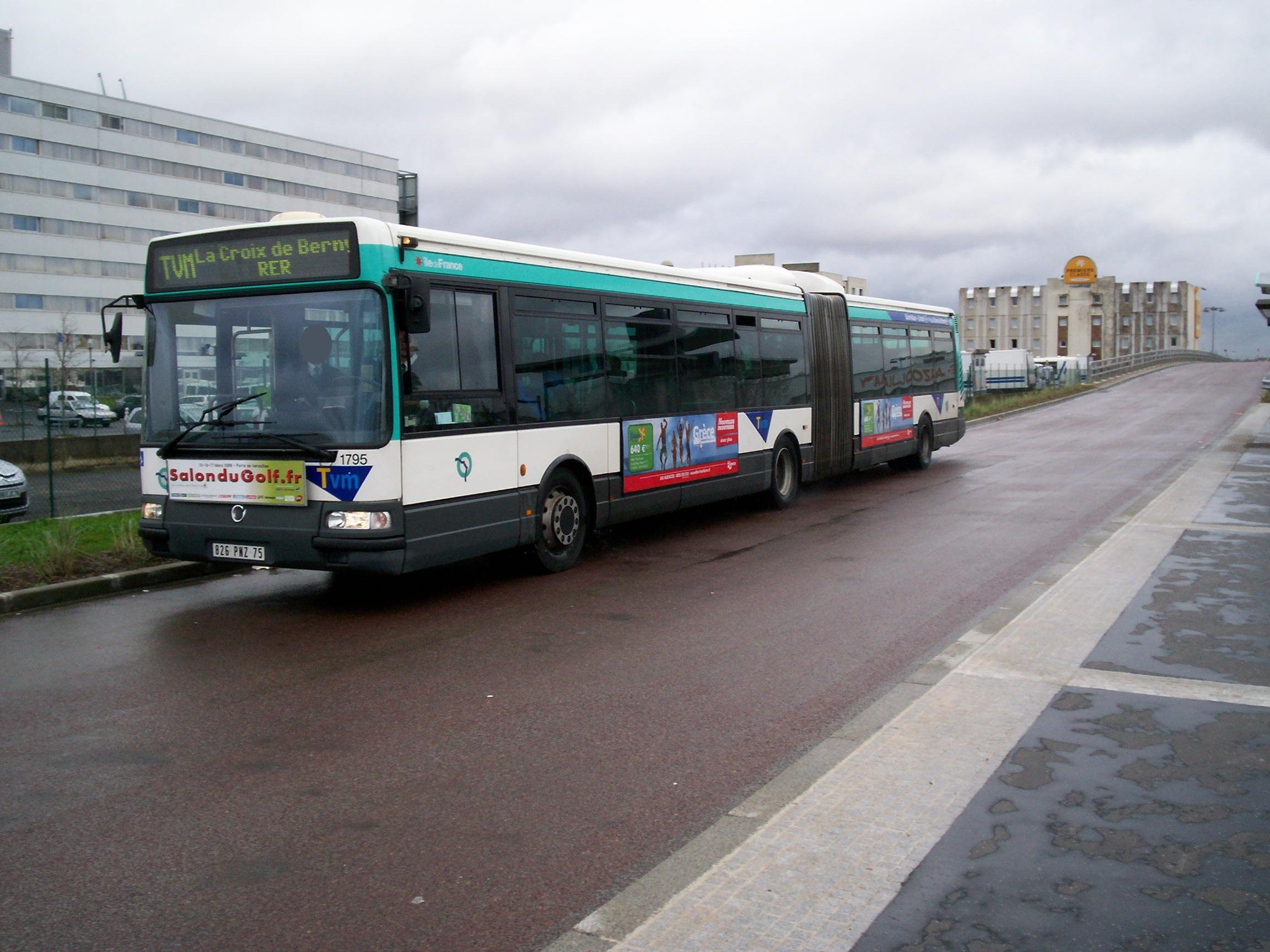
L'Agora L no 1795 venant de passer sur le pont enjambant l'A106 (en arrière-plan) et arrivant à la station Le Delta, en mars 2008.

Ces travaux durent se dérouler de nuit, selon Isabelle Vuillemard, chef de projets à la RATP, puisque, malgré l'importance des travaux, il fallait maintenir le plus longtemps possible et dans les meilleures conditions, la circulation routière, quitte à mettre en double sens une partie des voies et à faire le gros des travaux durant la nuit. Ces deux aménagements devaient ainsi, à terme, permettre aux bus de gagner Rungis, la voie des Laitières, puis Fresnes du côté de la pépinière de la Ville de Paris.
Après avoir fini les travaux au niveau de l'A106 et plus de 30 nuits de fermeture, durant la nuit du mercredi 21 au jeudi 22 juin 2006, la RATP posa le tablier du pont enjambant l'A86, opération considérée par les responsables des travaux comme « très délicate ». En effet, il a fallu poser des caissons au-dessus des voies rapides, de nuit, après avoir bloqué l'A86, provoquant alors des bouchons durant une partie de la nuit. Ce chantier aura nécessité l'utilisation d'une grue de 800 tonnes, un engin d'une très grande puissance, dont il n'existe alors pas plus de vingt exemplaires en France, afin de soulever les 96 tonnes d'acier d'un caisson de 43 mètres de long. Puis, pendant deux heures, les ouvriers procédèrent aux derniers réglages lors de la pose des élingues, ces filins qui permettent de soulever la charge. Les manœuvres furent longues et minutieuses. Ensuite, il a fallu poser le caisson, exercice effectué par un ouvrier qui a dû être très méticuleux. En effet, la marge de manœuvre était faible, seulement 5 centimètres pour que le caisson s'imbrique des deux côtés du pont. Un premier tronçon de 137 tonnes fut mis en place, sous les yeux d'une cinquantaine de spectateurs, surtout des agents de la RATP impliqués dans le projet, ainsi que les maires des trois communes concernées (Fresnes, Rungis et Chevilly-Larue). C'est après plusieurs tentatives que le caisson prit finalement sa place, à 1 h 30 du matin, sous les applaudissements du public. Puis, une dalle de béton de 25 centimètres d'épaisseur fut coulée sur l'ouvrage.
La création du prolongement ne se limita pas qu'à la création de ses ponts, bien que cela constitua la tâche la plus complexe du chantier, puisqu'il a aussi fallu créer le site propre entre le Marché international de Rungis et la gare de La Croix de Berny, ainsi que créer ou rénover des équipements présents sur le tronçon existant. Par conséquent, le revêtement des voies fut refait sur la portion existante et les abris voyageurs furent changés, pour devenir semblables à ceux déjà présents sur les lignes de tramway T1 ou T2. De plus, sur le nouveau tronçon, fut mis en place un système de priorité pour les bus aux feux des carrefours, devant garantir la régularité des bus et un gain de temps sur les trajets grâce à une augmentation de la vitesse commerciale jusqu'à 23 kilomètres par heure.

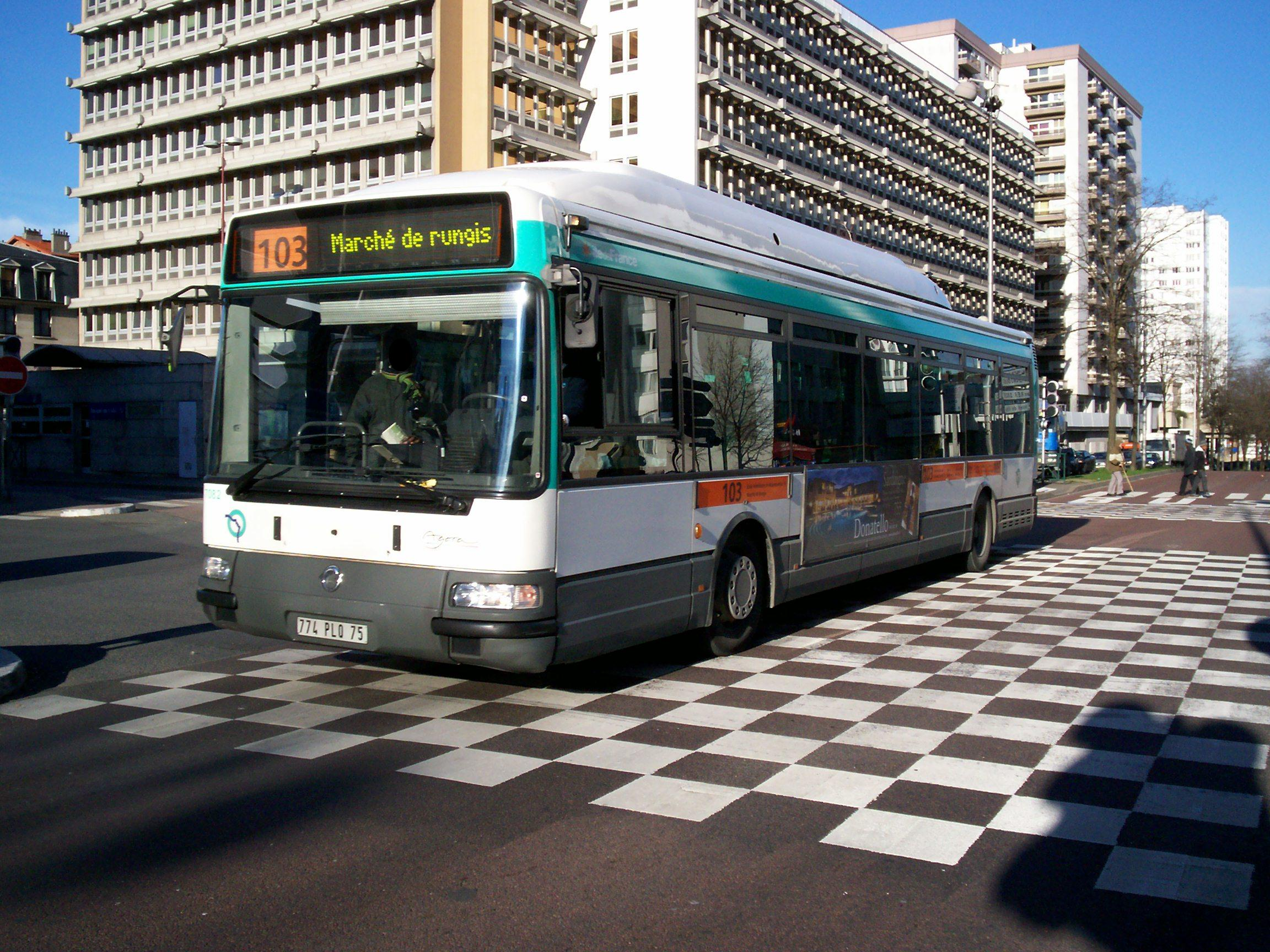
Un Agora GNV de la ligne 103, à la station Rouget de Lisle et en direction du Marché de Rungis, en mars 2008.

Une fois tous ces travaux finis et après une période de marche à blanc, le prolongement de la ligne Tvm est mis en service, le samedi 21 juillet 2007, durant un week-end de gratuité sur la totalité de la ligne, décidé par le STIF, autorité organisatrice des transports franciliens, pour célébrer l'évènement. Désormais, les communes de Chevilly-Larue, Fresnes et d'Antony sont reliés à l'est francilien grâce à l'ouverture de neuf nouvelles stations : Mairie de Chevilly-Larue, Le Delta, Parc Médicis, Montjean, Le Clos la Garenne, Le Petit Fresnes, Docteur Ténine, Berny — Raymond Aron et La Croix de Berny RER. Elle devait ainsi permettre aux 24 500 habitants et salariés situés dans un rayon de 400 mètres de bénéficier de cette nouvelle offre, avec pour objectif d'atteindre le nombre de 3,5 millions de voyages par an sur l’ensemble de la ligne, soit 65 800 voyages par jour sur l’ensemble de la ligne dont 11 700 voyages supplémentaires dus au prolongement.
Le prolongement motiva l'arrivée de treize véhicules supplémentaires du même type que ceux déjà présents sur la ligne, nécessaires pour maintenir une fréquence identique malgré l'allongement du temps de parcours ; ceux-ci ont été prélevés sur ceux de la ligne 183, qui reçut en compensation de nouveaux véhicules articulés, les Lion's City G du constructeur allemand : MAN. Enfin, l'arrivée du Tvm à Antony entraîna une importante restructuration du réseau de bus dans le secteur : la ligne 103 fut prolongée jusqu’au Marché de Rungis, remplaçant ainsi la ligne 396, sur la portion Choisy-le-Roi - Marché de Rungis, désormais limitée à Belle Épine Sud mais étendue de la gare d'Antony vers celle de La Croix de Berny, pendant que les lignes 184 et 186 s'étendirent jusqu'au Tvm et que le 379 abandonna Fresnes pour se limiter lui aussi à la gare de La Croix de Berny. Toutefois, le prolongement ne provoqua pas immédiatement celui du Noctilien 71 jusqu'à La Croix de Berny, bien qu'il soit son équivalent nocturne : le N71 est resté limité au parcours originel de la ligne. Il aura fallu attendre la fin de l'année 2013.

### Renforcement de l'offre

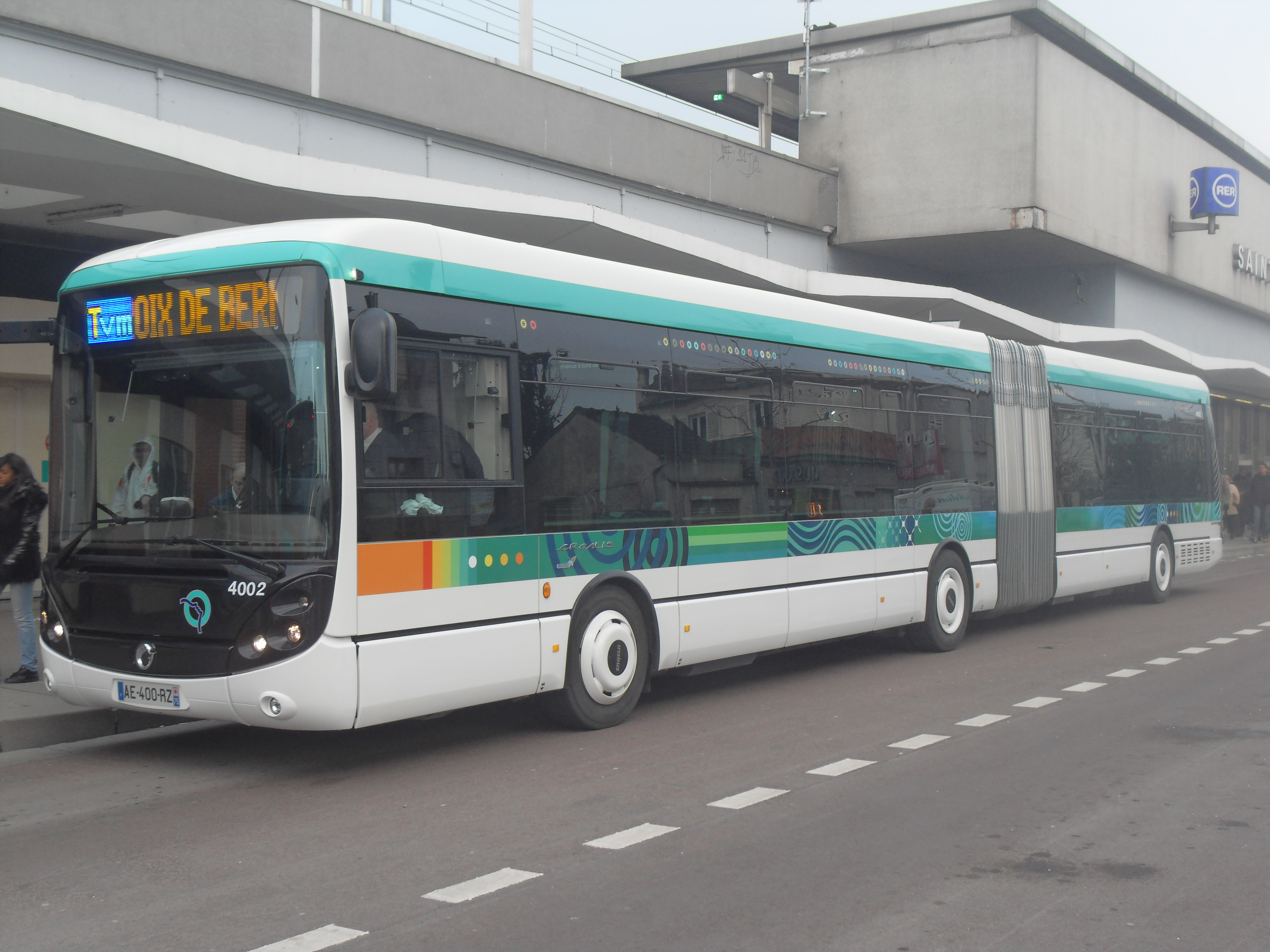
Le Crealis 18 à la station Saint-Maur-Créteil RER, en janvier 2010.

Pour répondre à la hausse de fréquentation sur cette ligne et favoriser le déplacement des usagers entre les zones d'habitation et les bassins d'emplois qui jalonnent la ligne, le STIF décida lors du conseil d'administration du 10 décembre 2008 de financer intégralement la création de 60 courses supplémentaires par jour du lundi au vendredi, la transformation d'une vingtaine de trajets partiels en trajets assurés sur la totalité de la ligne, ainsi que l'arrivée de trois bus articulés supplémentaires afin d'assurer le renforcement en heures de pointe, la fréquence passant d'un bus toutes les 4 minutes 30 à un bus toutes les 4 minutes. Aux heures creuses, le temps d'attente entre deux bus diminua aussi, passant d'un temps d'attente de 6 minutes 30 à un temps d'attente de 5 minutes. Les samedis et dimanches, l'offre fut aussi augmentée de manière proportionnelle. Le coût de ce renforcement s'élève à 1,567 million d'euros en année pleine. Ces évolutions sont effectives depuis le 12 janvier 2009.
Depuis décembre 2009, un Crealis 18, véhicule d'Irisbus, circule sur la ligne, à l'origine dans le cadre d'une expérimentation. Créé spécialement pour renforcer l'attractivité des bus à haut niveau de service (BHNS), le Crealis a été conçu sur la base du Citelis, parce qu'il est constitué des mêmes équipements de production que ce dernier. Il s'en distingue notamment par une face avant, et un aménagement intérieur renouvelé à base, entre autres, de couleurs boisées et d’écrans plats. Il offre toutefois le même mode d’exploitation qu’un autobus classique.
Cette expérimentation ne s'étant pas révélée positive, ceci à cause des coûts onéreux de fabrication, les Crealis 18 n'ont pu être mis en service sur la nouvelle ligne de transport en commun en site propre (TCSP) 393, le 10 septembre 2011. La RATP a préféré la livraison de Citelis 18, bus articulés plus classiques, de la même firme, pour assurer l'exploitation du 393.

### Évolutions depuis septembre 2011

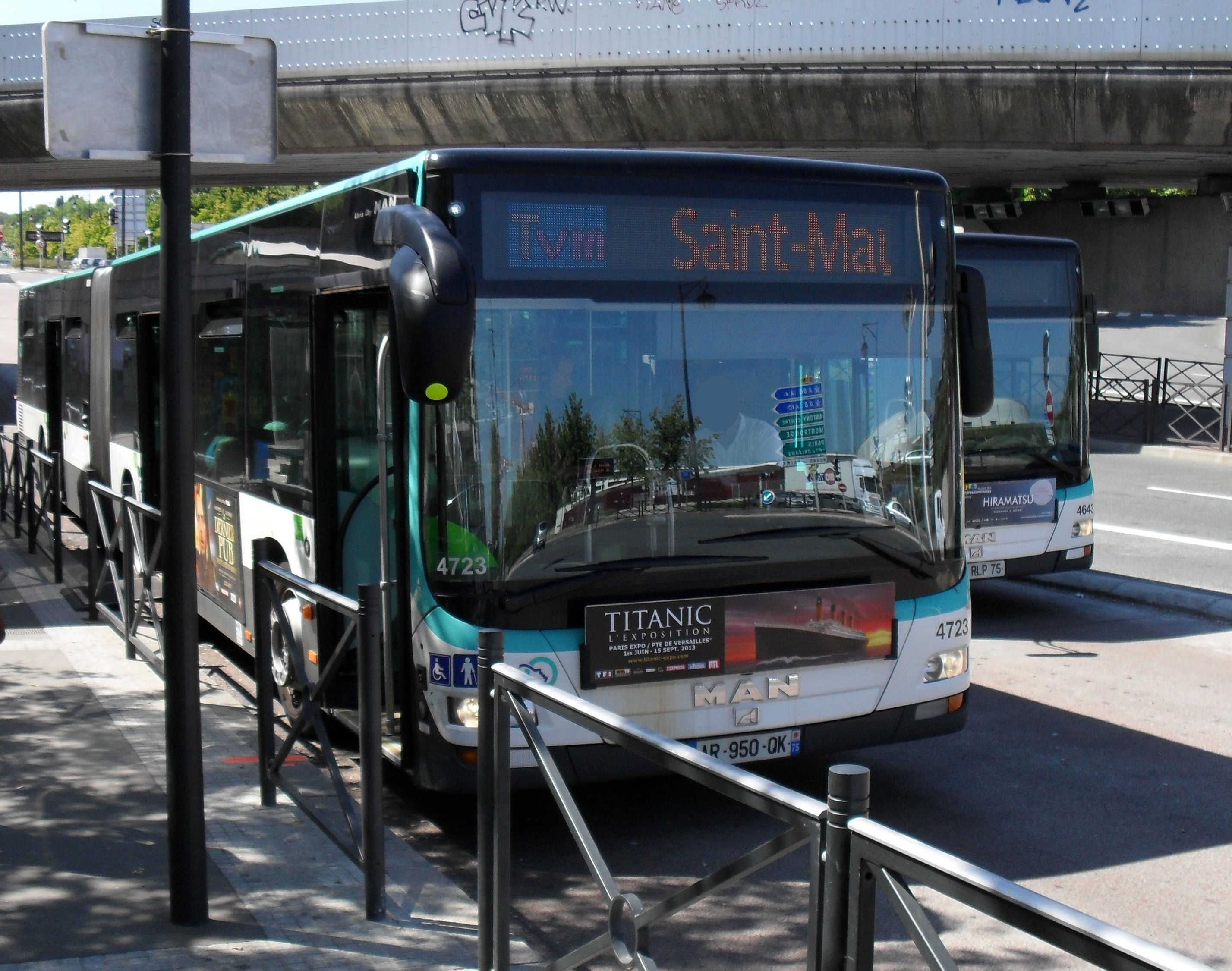
Les Lion's City G nos 4643 et 4723 à la station Antony - La Croix de Berny RER, en août 2013.

Le 7 septembre 2011, en prévision de la mise en service de la nouvelle ligne 393, la station Bas Marin a été supprimée. En remplacement, la station Carrefour de la Résistance, terminus de la nouvelle ligne 393, a été créée au niveau du carrefour éponyme, situé devant le centre commercial Thiais Village.
Le 10 septembre 2011, la nouvelle ligne 393, ligne ayant le même statut particulier que le Tvm, a été mise en service entre Carrefour de la Résistance et Sucy-Bonneuil RER. Depuis lors, le Tvm partage le même tracé que celui du 393 entre Carrefour de la Résistance et le viaduc enjambant le carrefour Pompadour.
Durant l'été 2013, la RATP assure le renouvellement du matériel roulant de la ligne : les Agora L « Euro 3 », après dix ans de services intensifs, quittent la ligne et sont remplacés par des bus articulés plus récents de type Lion's City G. Ces derniers sont remplacés à l'été 2017 par des Citaro G C2, plus récents.
En 2022, le parc est entièrement adapté au biogaz. Les travaux de conversion ne concernant pas que le TVM mais treize lignes de bus et 225 bus au total. Ils sont pris en charge par Île-de-France Mobilités pour un montant de 16 millions d’euros et démarrent en 2020 pour un achèvement à l’été 2021. Ces travaux consistent en l'installation de 56 postes de charge lente, quatre postes de charge rapide, une station de compression et une installation de stockage tampon de bouteilles de biométhane pour alimenter les charges rapides,.
Depuis le 10 avril 2021, la ligne est en correspondance avec la ligne 9 du tramway d'Île-de-France à la station Rouget de Lisle (Choisy-le-Roi).
Depuis le 24 juin 2023, la ligne est en correspondance avec la ligne 10 du tramway d'Île-de-France à la station La Croix de Berny RER (Antony).

## Tracé et stations

### Tracé
Le Tvm relie en Île-de-France, la gare de Saint-Maur - Créteil à celle de La Croix de Berny en traversant Saint-Maur-des-Fossés (Pont de Créteil), Créteil (Hôpital intercommunal, Église Saint-Christophe, Centre hospitalier universitaire Henri-Mondor, Conservatoire national de musique Marcel-Dadi, Université Paris-Est-Créteil-Val-de-Marne (Paris-XII), Préfecture du Val-de-Marne, Parc départemental du Val-de-Marne, Carrefour Pompadour), Choisy-le-Roi (Parc interdépartemental des sports, Pont de Choisy, Place Rouget-de-Lisle), Thiais (Centres commerciaux Thiais-Village et Belle Épine, Cimetière parisien), Chevilly-Larue (Marché d'intérêt national de Rungis, Zone d'activité de Rungis-Orly), Fresnes (Zone d'activités Parc Médicis, Zone d'activités commerciales Icade, Maison d'arrêt) et Antony (Sous-Préfecture des Hauts-de-Seine, Parc départemental de Sceaux).

#### Itinéraire

Le centre hospitalier universitaire Henri-Mondor, dans les années 2000.

La ligne part de la gare RER A de Saint-Maur - Créteil. Les bus s'engagent alors sur la RN 186, enjambent le pont de Créteil, situé au-dessus de la Marne. À partir de là, les voies en site propre se séparent et changent de position à plusieurs reprises, parfois sur le côté de la route, parfois au centre. La ligne longe alors l'hôpital intercommunal de Créteil puis croise la RN 19 au niveau de la place de l'Église. La ligne croise les voies de la ligne 8 du métro au niveau de l'arrêt « Créteil - Université » et s'engage à nouveau dans un site propre.
La ligne longe le lac de Créteil situé dans la base de loisirs de Créteil. Avant d'emprunter un viaduc permettant de franchir le carrefour Pompadour, les Tvm sont rejoints par les bus de la ligne 393 en provenance de Sucy-Bonneuil RER. Les bus, sur la RN 186, croisent les voies de la ligne D. Ils suivent cet axe sans discontinuer, passant au-dessus de la Seine, des voies de la ligne C (desserte de la gare de Choisy-le-Roi), et traversant le carrefour Rouget de Lisle (correspondance avec le T9). Puis, au niveau du centre commercial Belle Épine, la ligne dessert le terminus de la ligne 393 : Carrefour de la Résistance.
La ligne passe ensuite à proximité de l'échangeur avec l'autoroute A 86 et du centre bus de Thiais, puis, après avoir enjambé cette autoroute grâce à un viaduc, dessert le centre commercial Belle Épine et longe le cimetière parisien de Thiais sans le desservir pour autant. La ligne enjambe ensuite la RN7, traverse le Marché d'intérêt national de Rungis sur des voies qui ne sont pas en site propre afin de le desservir au cœur d'une gare routière.
Ensuite, la ligne, à nouveau en site propre, remonte vers le nord, en empruntant le boulevard Circulaire Nord, puis entre deux virages importants consécutifs dessert la mairie de Chevilly-Larue. Après un virage serré, elle passe au-dessus de l'autoroute A 106. La ligne se retrouve, pour la première fois, depuis le début de son trajet, sur un parcours qui lui est propre ; aucune voirie en dehors du site propre, n'a le même itinéraire. Après avoir enjambé la RD 106 et desservi l'arrêt « Delta », les bus font un « zig-zag », permettant le passage au-dessus de l'A86/RN 186 et ainsi de rejoindre  l'arrêt « Parc Médicis ».
Le Tvm se situe à nouveau sur un parcours suivant d'autres voies routières qui lui permet d'enjamber l'autoroute A6. Puis, après quelques dizaines de mètres, les bus prennent un virage à droite pour desservir « Montjean » et, après une ligne droite, tournent à gauche pour desservir « Le Clos La Garenne ». Par la suite, ils descendent vers Antony en longeant l'autoroute A86 qu'ils retrouvent par la même occasion en desservant deux arrêts géographiquement alignés « Le Petit Fresnes » puis « Docteur Ténine ».
C'est là que les voies du site propre se séparent définitivement, pour aller de part et d'autre de l'A86 encore couverte pour croiser la RN 20 au niveau de « La Croix de Berny ». Toujours de part et d'autre de l'autoroute A86, couverte à cet endroit, et de la RD 986, les bus rejoignent, après un demi-tour final, le terminus de la ligne à la station « La Croix de Berny RER », située en contrebas de la gare du même nom, desservie par le RER B, sous le pont où passent les trains.

#### Site propre

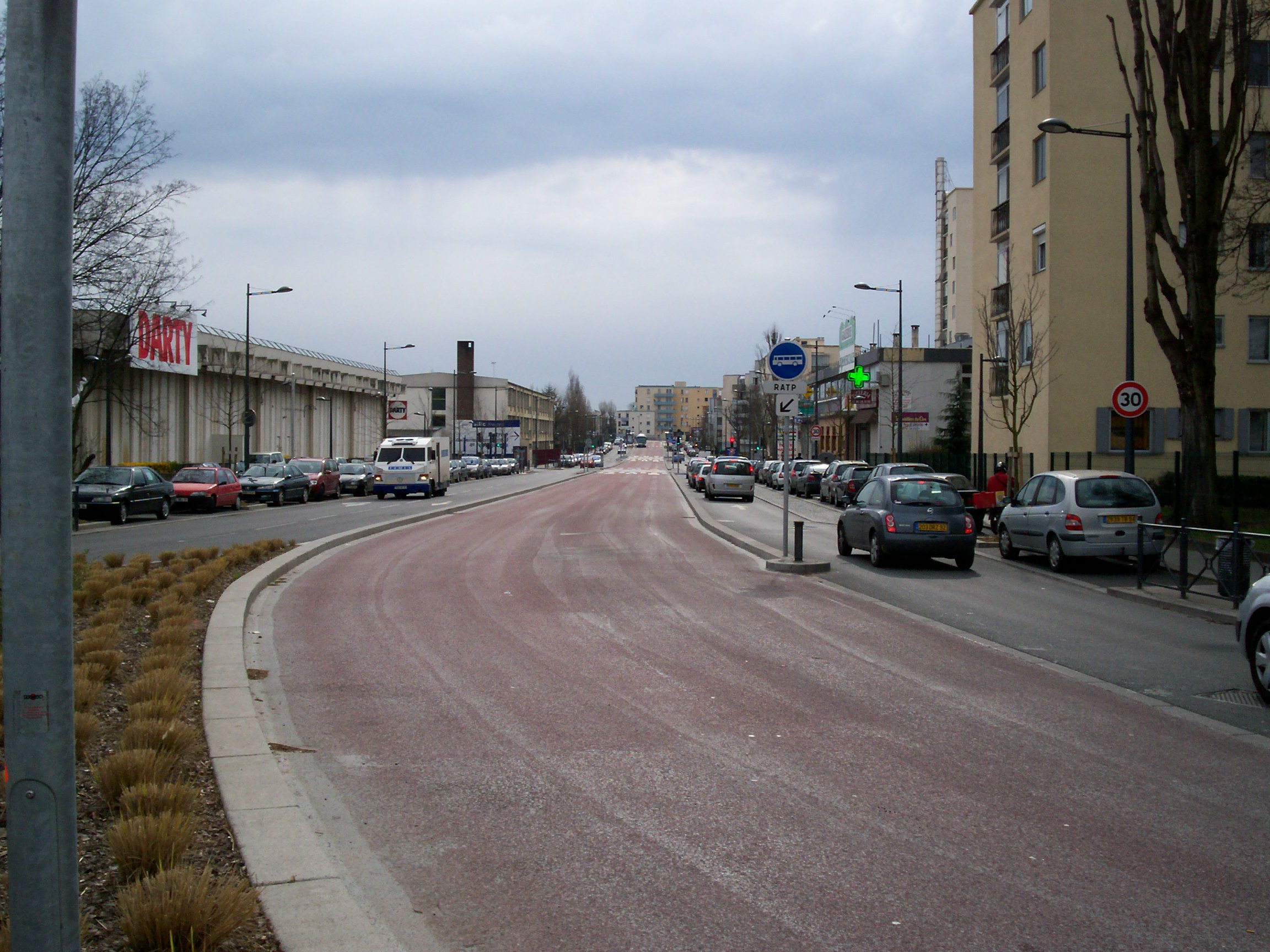
Le site propre entre les stations Montjean et Le Clos La Garenne, en mars 2008.

Le Tvm circule presque intégralement en site propre, sauf dans la partie nord-est de la ville de Créteil et dans les emprises du marché international. À l'occasion du prolongement à La Croix de Berny, l'enrobé de la piste de roulement a été renouvelé sur la totalité du parcours existant.
Le Tvm a été aménagé en site propre pour favoriser une hausse de la vitesse commerciale des bus et garantir un gain de temps puisque leur circulation n'est pas ralentie par le trafic des autres véhicules. En effet, quand les voitures sont immobilisées ou fortement ralenties par un embouteillage sur la voirie normale, le bus continue de circuler, ce qui le rend très attractif. L'existence d'un site propre permet également d'augmenter significativement les fréquences de passage pour se rapprocher au mieux du tramway (fréquences, qualité de service), pour un coût moindre. Comme les coûts de construction d'un tramway sont assez élevés, la présence d'un site propre constitue, avec la circulation de bus confortables et accessibles aux personnes à mobilité réduite (PMR), un moyen de créer un transport de qualité permettant d'attendre la création éventuelle d'une véritable ligne de tramway. La ligne parisienne PC1 entre boulevard Victor et Porte d'Ivry, d'abord aménagée en site propre, a par exemple été transformée en ligne de tramway (ligne T3a) qui connaît un grand succès.

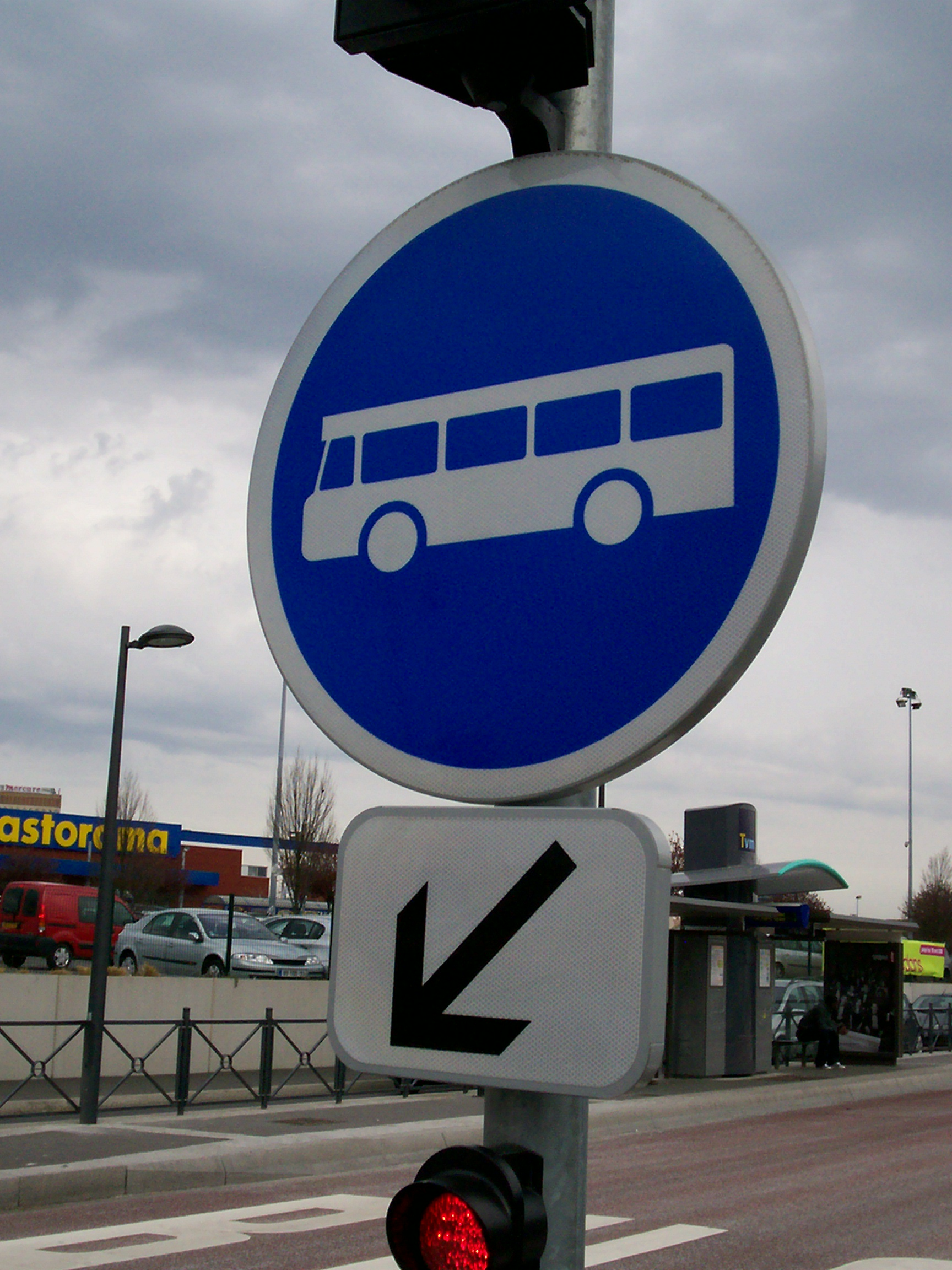
Signalétique bus près de la station Parc Médicis.
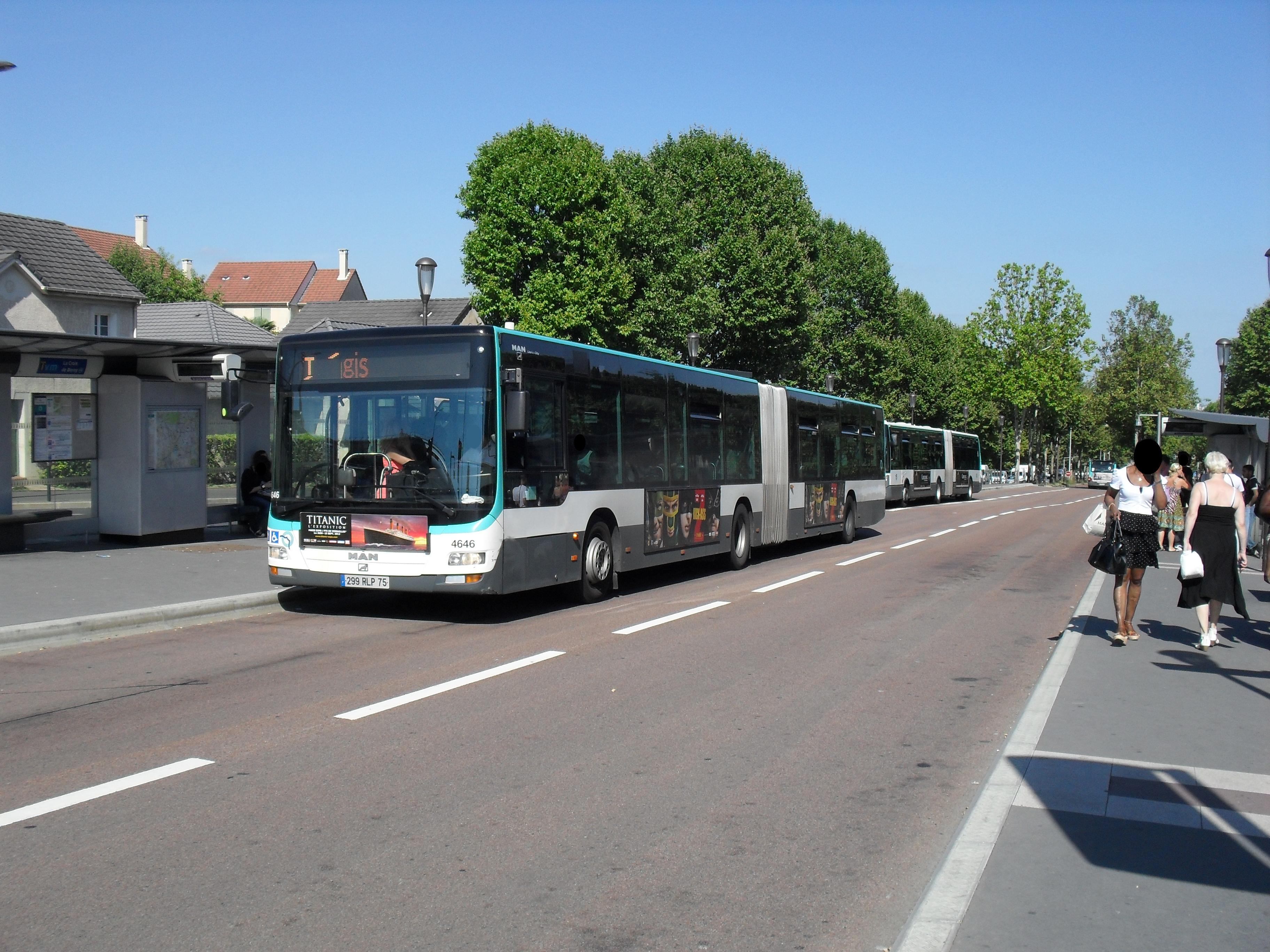
Un Lion's City G sur le site propre, à la station Carrefour de la Résistance.
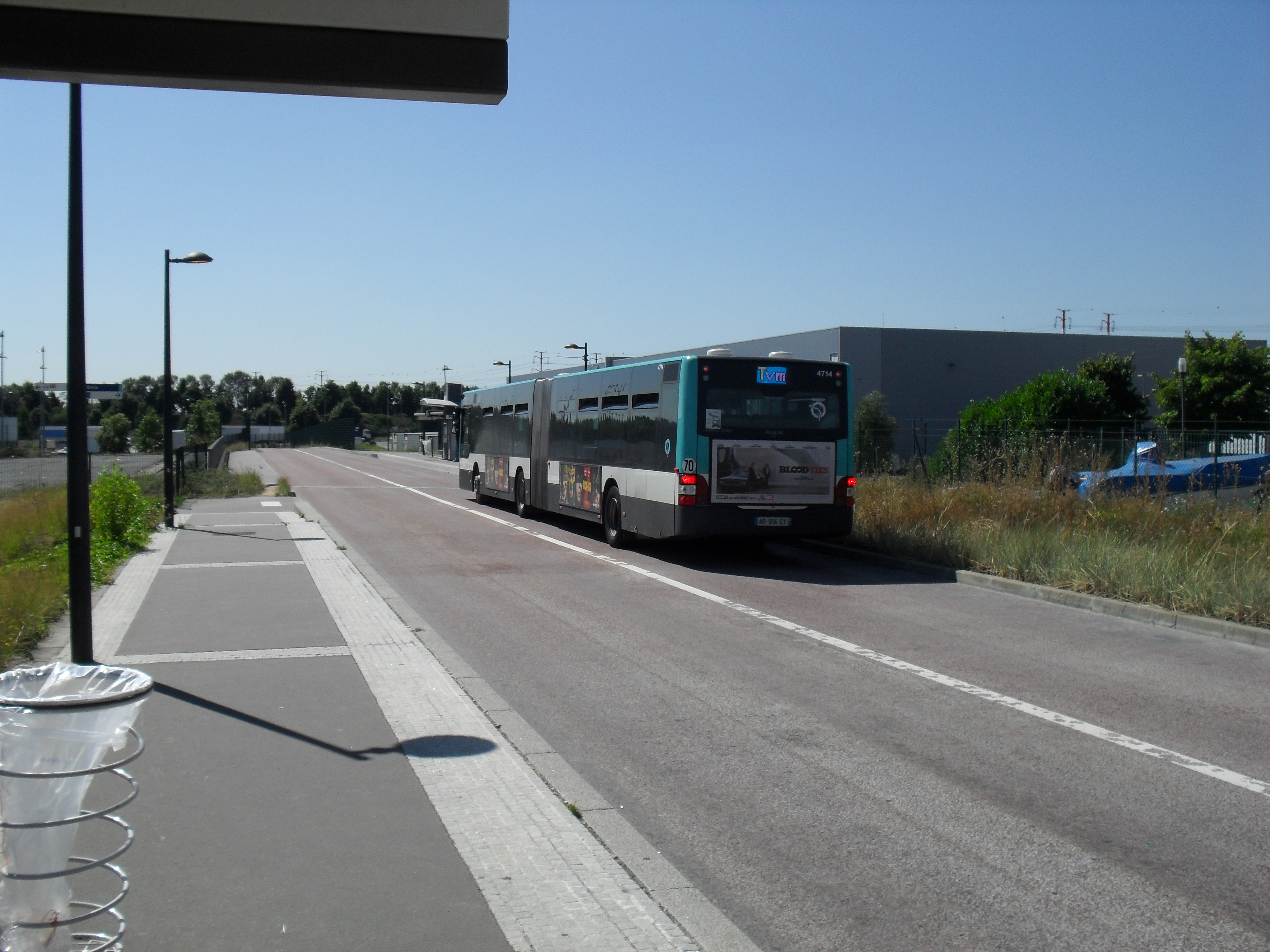
Un Lion's City G sur le site propre, en train d'arriver à la station Le Delta.

### Stations

#### Liste des stations

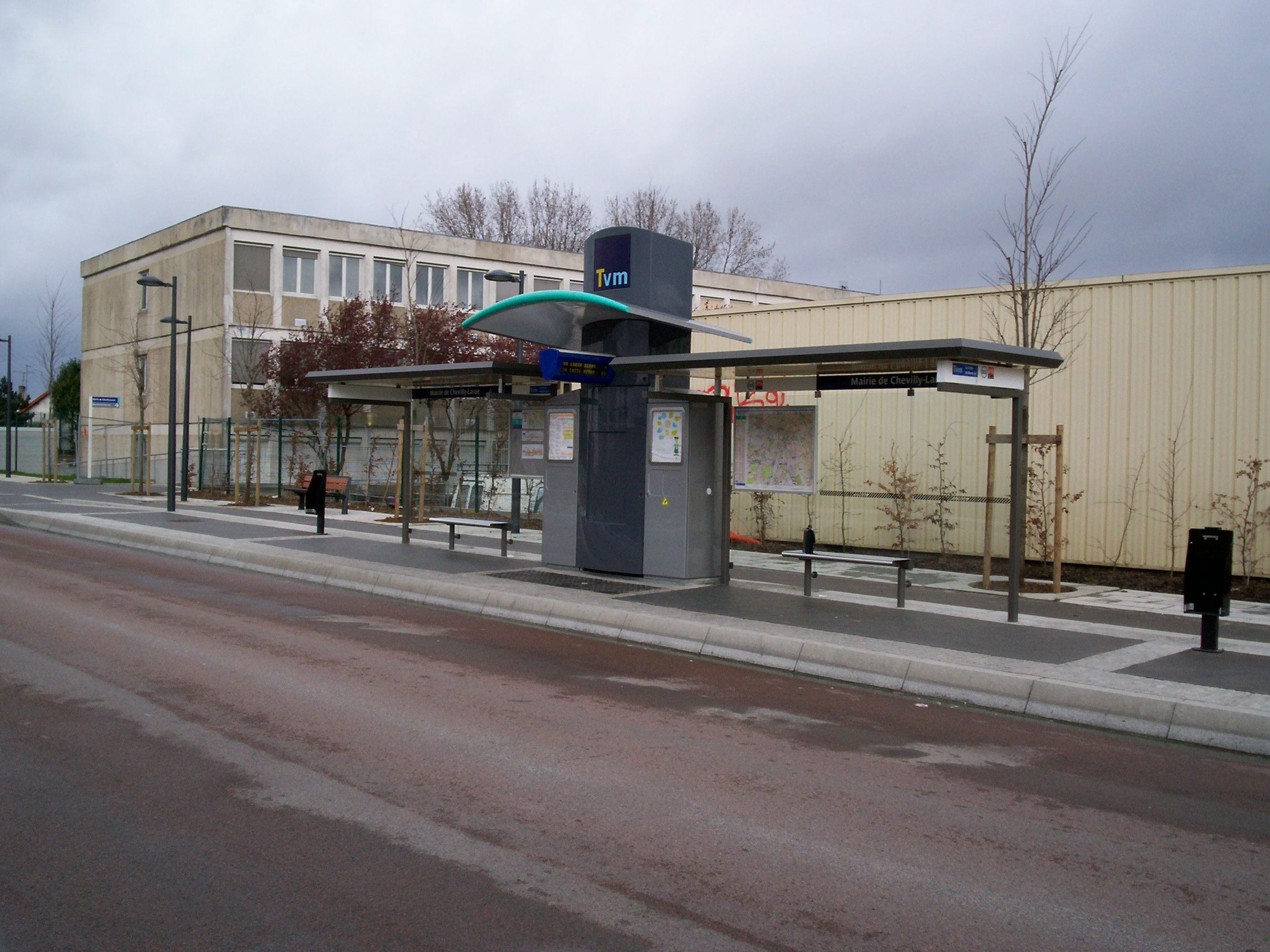
Abri voyageurs à la station Mairie de Chevilly-Larue, en mars 2008.

|  |   |  | Station                            | Lat/Long                    | Zone | Communes              | Correspondances          |
|  | - |  | ---------------------------------- | --------------------------- | ---- | --------------------- | ------------------------ |
|  | ■ |  | Antony - La Croix de Berny RER     | 48° 45′ 47″ N, 2° 18′ 18″ E | 3    | Antony                | (RER) · (B) · (T) · (10) |
|  | • |  | Berny - Raymond Aron               | 48° 45′ 47″ N, 2° 18′ 36″ E | 3    | Antony                |                          |
|  | • |  | Docteur Ténine                     | 48° 45′ 37″ N, 2° 19′ 11″ E | 3    | Fresnes               |                          |
|  | • |  | Le Petit Fresnes                   | 48° 45′ 31″ N, 2° 19′ 29″ E | 3    | Fresnes               |                          |
|  | • |  | Le Clos la Garenne                 | 48° 45′ 27″ N, 2° 19′ 40″ E | 3    | Fresnes               |                          |
|  | • |  | Montjean                           | 48° 45′ 14″ N, 2° 19′ 36″ E | 3    | Fresnes               |                          |
|  | • |  | Parc Médicis                       | 48° 45′ 13″ N, 2° 20′ 22″ E | 3    | Fresnes               |                          |
|  | • |  | Le Delta                           | 48° 45′ 31″ N, 2° 20′ 38″ E | 3    | Chevilly-Larue        |                          |
|  | • |  | Mairie de Chevilly-Larue           | 48° 46′ 13″ N, 2° 20′ 56″ E | 3    | Chevilly-Larue        |                          |
|  | • |  | Marché international de Rungis     | 48° 45′ 49″ N, 2° 21′ 29″ E | 3    | Chevilly-Larue        |                          |
|  | • |  | Chevilly-Larue                     | 48° 45′ 33″ N, 2° 21′ 57″ E | 3    | Chevilly-Larue        | (M) · (14) · (T) · (7)   |
|  | • |  | Le Cor de Chasse                   | 48° 45′ 34″ N, 2° 22′ 12″ E | 3    | Thiais                |                          |
|  | • |  | La Belle Épine                     | 48° 45′ 23″ N, 2° 22′ 26″ E | 3    | Thiais                |                          |
|  | • |  | Alouettes                          | 48° 45′ 10″ N, 2° 22′ 40″ E | 3    | Thiais                |                          |
|  | • |  | Carrefour de la Résistance         | 48° 45′ 26″ N, 2° 23′ 20″ E | 3    | Thiais                | 393                      |
|  | • |  | Victor Basch                       | 48° 45′ 30″ N, 2° 23′ 35″ E | 3    | Thiais                | 393                      |
|  | • |  | Georges Halgoult                   | 48° 45′ 38″ N, 2° 23′ 59″ E | 3    | Thiais                | 393                      |
|  | • |  | René Panhard                       | 48° 45′ 48″ N, 2° 24′ 07″ E | 3    | Thiais                | 393                      |
|  | • |  | Rouget de Lisle                    | 48° 45′ 52″ N, 2° 24′ 20″ E | 3    | Choisy-le-Roi         | 393                      |
|  | • |  | Choisy-le-Roi RER                  | 48° 45′ 55″ N, 2° 24′ 31″ E | 3    | Choisy-le-Roi         | 393                      |
|  | • |  | Pasteur                            | 48° 46′ 04″ N, 2° 25′ 02″ E | 3    | Choisy-le-Roi         | 393                      |
|  | • |  | Marcellin Berthelot                | 48° 46′ 08″ N, 2° 25′ 16″ E | 3    | Choisy-le-Roi         | 393                      |
|  | • |  | Parc Interdépartemental des Sports | 48° 46′ 14″ N, 2° 25′ 34″ E | 3    | Choisy-le-Roi         | 393                      |
|  | • |  | Pompadour                          | 48° 46′ 23″ N, 2° 26′ 06″ E | 3    | Créteil               | 393                      |
|  | • |  | Base de Loisirs de Créteil         | 48° 46′ 47″ N, 2° 26′ 38″ E | 3    | Créteil               |                          |
|  | • |  | Préfecture du Val-de-Marne         | 48° 47′ 02″ N, 2° 26′ 51″ E | 3    | Créteil               |                          |
|  | • |  | La Haye aux Moines                 | 48° 47′ 12″ N, 2° 26′ 59″ E | 3    | Créteil               |                          |
|  | • |  | Créteil - Université               | 48° 47′ 24″ N, 2° 27′ 10″ E | 3    | Créteil               | (M) · (8)                |
|  | • |  | Église de Créteil                  | 48° 47′ 38″ N, 2° 27′ 42″ E | 3    | Créteil               |                          |
|  | • |  | Hôpital Intercommunal              | 48° 47′ 53″ N, 2° 27′ 53″ E | 3    | Créteil               |                          |
|  | • |  | Pont de Créteil                    | 48° 48′ 02″ N, 2° 28′ 18″ E | 3    | Saint-Maur-des-Fossés |                          |
|  | ■ |  | Saint-Maur - Créteil RER           | 48° 48′ 23″ N, 2° 28′ 18″ E | 3    | Saint-Maur-des-Fossés | (RER) · (A)              |

(Les stations en gras servent de départ ou de terminus à certaines missions)

#### Aménagement des stations

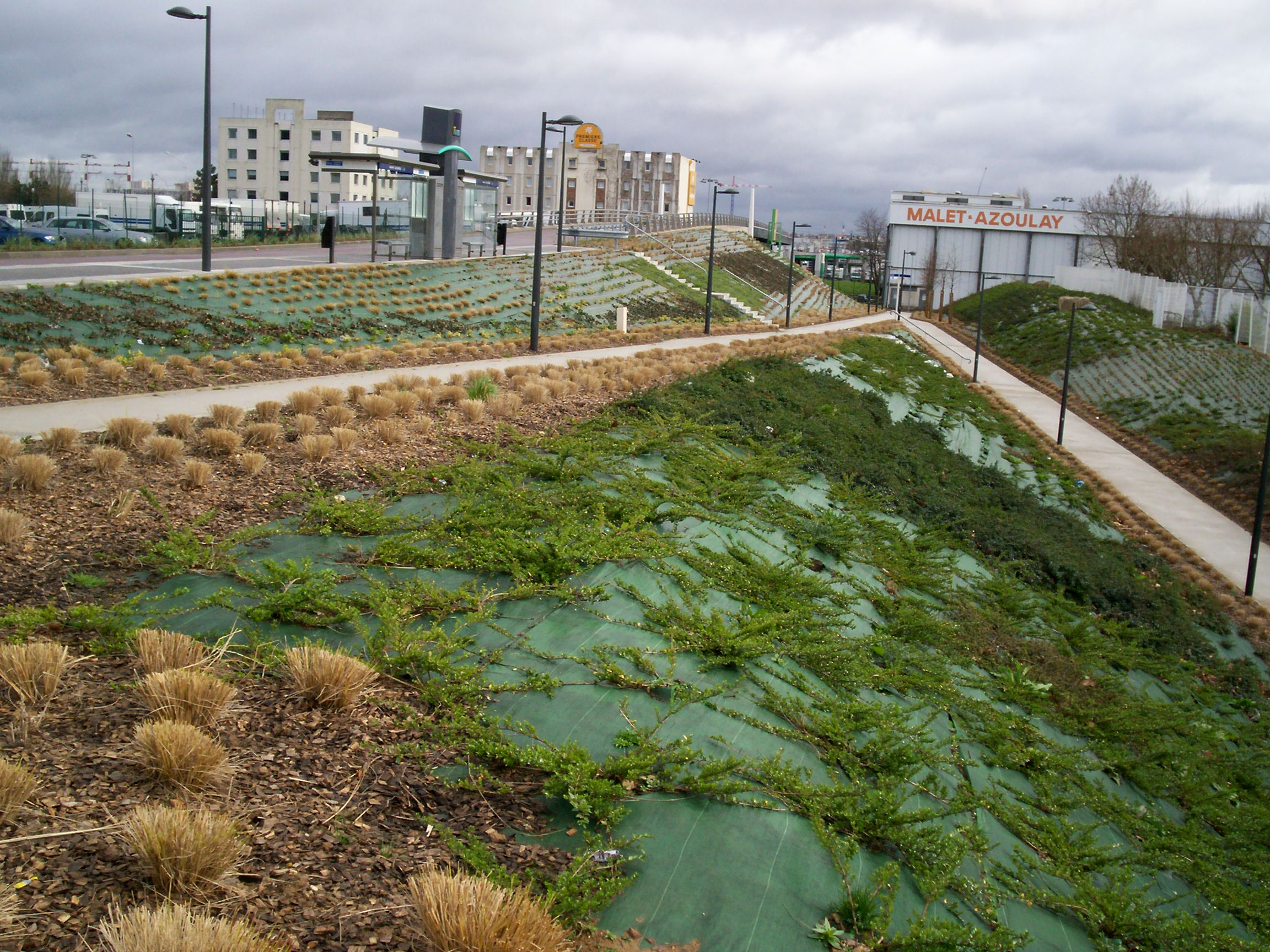
Accès PMR à la station Le Delta, en mars 2008.

Toutes les stations sont équipées de bornes du Système d'information en ligne (SIEL). Des distributeurs automatiques de titres de transport (au détail, en carnet, en coupon hebdomadaire et mensuel) sont installés sur les quais des stations, ce qui entraîne un gain de temps pour les voyageurs. Elles sont toutes accessibles aux personnes à mobilité réduite (PMR), et disposent d'une signalétique spécifique Tvm.
Le prolongement à La Croix de Berny a été conçu avec une totale accessibilité aux PMR. Deux rampes de part et d’autre de chaque station donnent accès aux quais qui sont hauts de 21 centimètres. Grâce à cette hauteur, on obtient une pente de la palette d’accès au bus de 6 % pour les utilisateurs de fauteuils roulants (UFR). De plus, la largeur des quais permet de maintenir un espace minimum libre de tout obstacle de 1,50 m. Grâce à l'intégration de bandes structurantes en pierre sur les quais, les malvoyants sont alertés des changements de dénivelés. La nouvelle signalétique installée a pour but de faciliter la lecture de l’information voyageurs.
À l'occasion du prolongement à La Croix de Berny, la RATP avait décidé de rénover entièrement la ligne existante en créant ou rénovant de nombreux équipements (kiosque, vidéo, sonorisation, information voyageurs, signalétique) et en effectuant des aménagements (accessibilité des personnes à mobilité réduite, etc.). Du fait de son statut particulier (déjà administrativement incluse dans le « mode T », celui incluant les lignes de tramway), ce sont les modèles d'abris voyageurs déjà été installés dans les stations des lignes de tramway francilien (T1 & T2 uniquement) qui ont été choisis pour la rénovation des stations, afin de se rapprocher du tramway sans en être un pour autant.

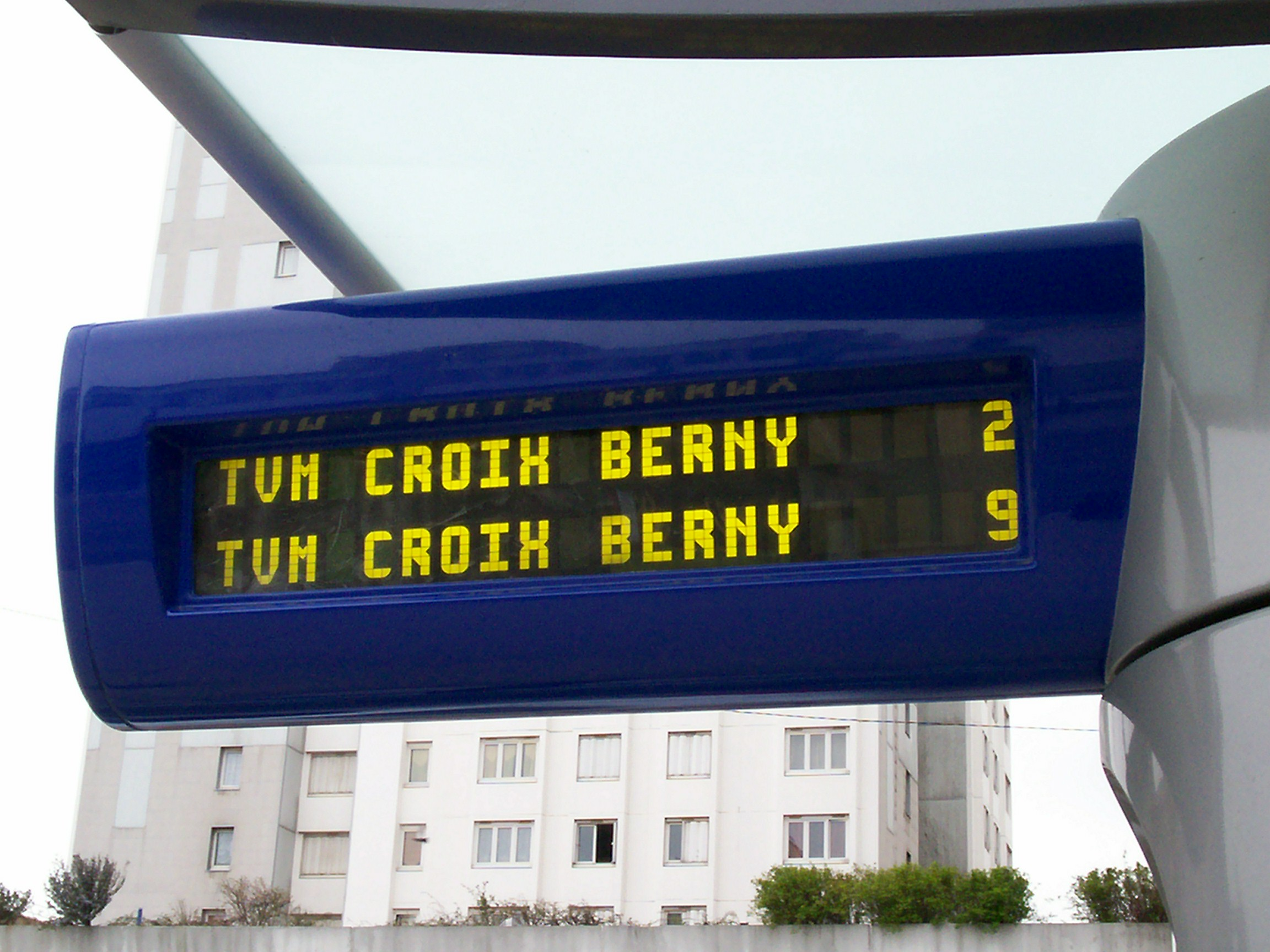
Borne Siel
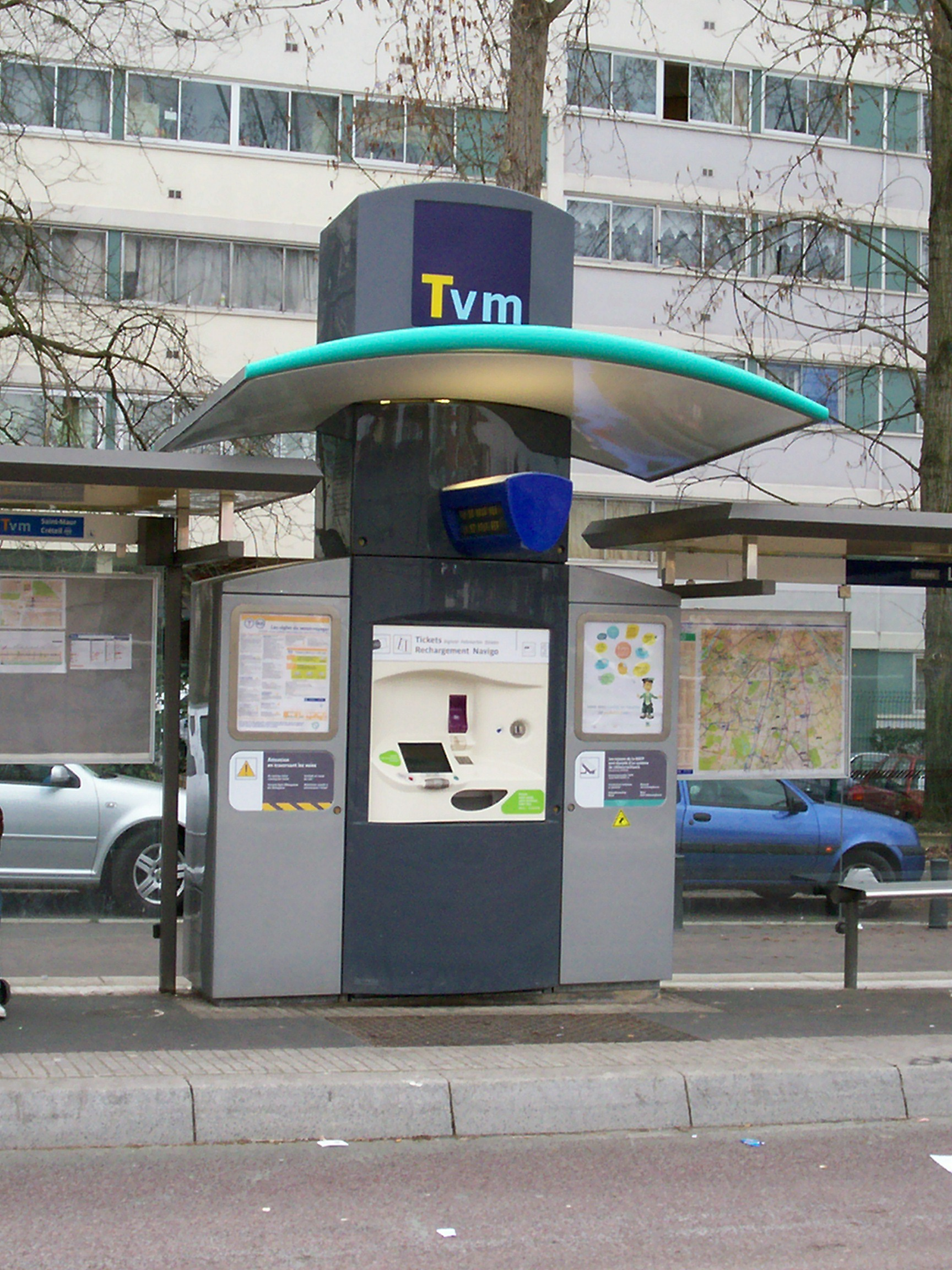
Kiosque
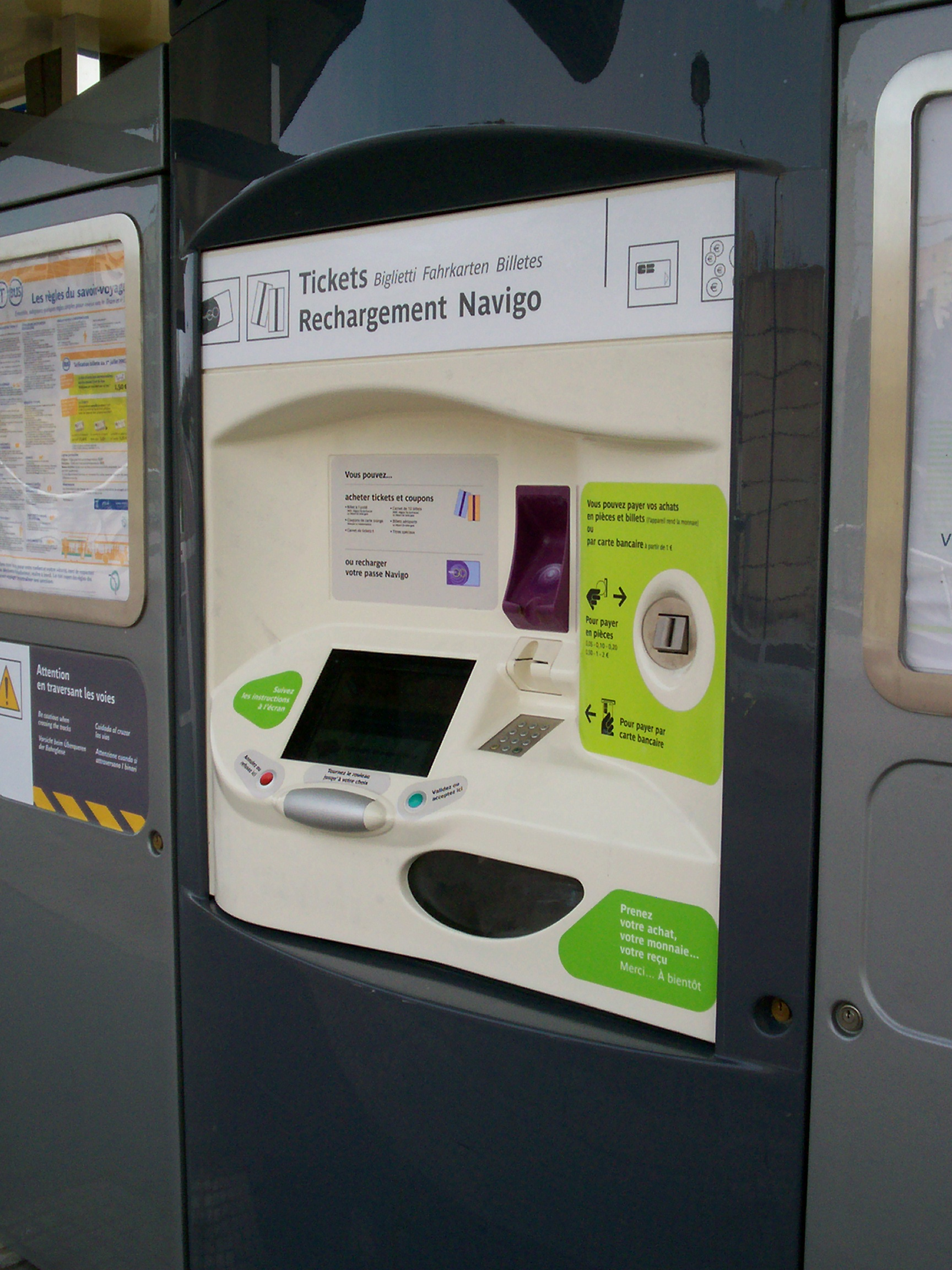
Distributeur de billets
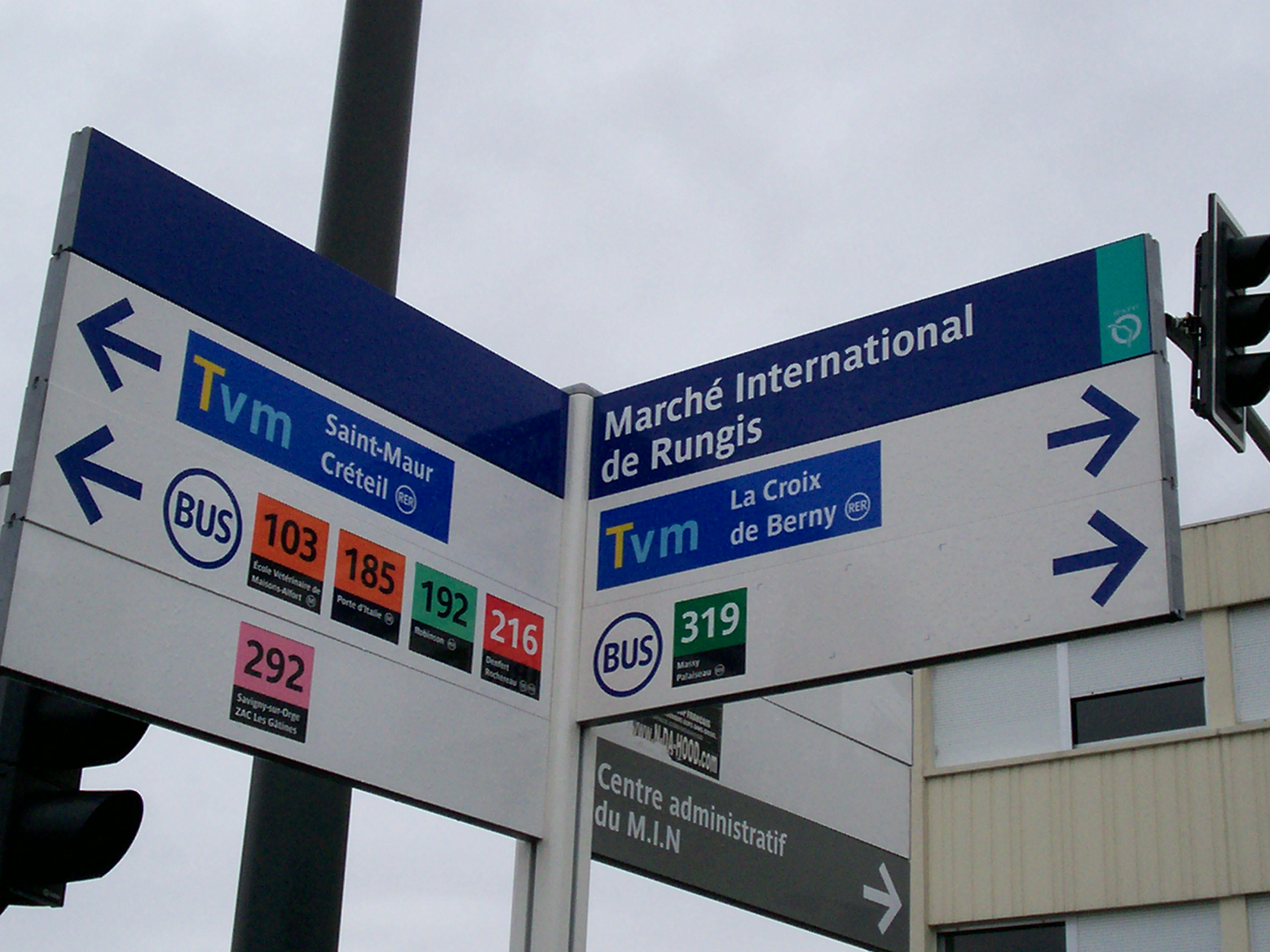
Signalétique au MIN de Rungis

Plan de la ligne.

## Exploitation

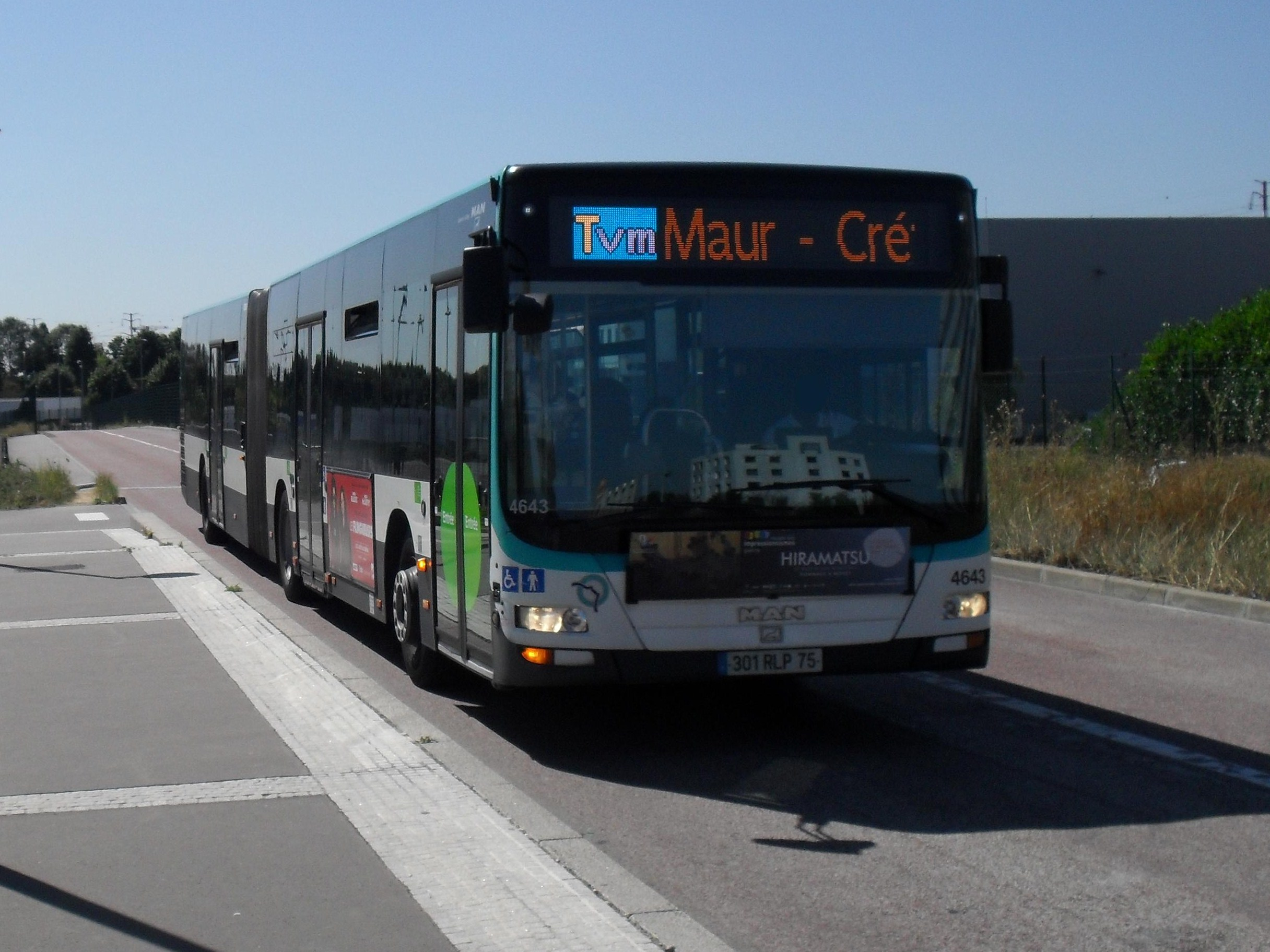
Le Lion's City G no 4643 à Le Delta, en août 2013.

Le Tvm est exploité par la RATP. En dehors des parcours partiels au tout début ou à l'extrême fin du service, la ligne fonctionne entre 4 h 45 (5 h 55 les dimanches et jours de fête) et 1 h 50, tous les jours sur la totalité du parcours. Elle a reçu la certification NF service (en 13816) en 2001 pour récompenser le respect de plus de trente engagements de service (propreté des bus, des points d’arrêts, fiabilité des bus, régularité, ponctualité, etc.).
Les bus relient Saint-Maur-Créteil RER à La Croix de Berny RER (Antony) en 45/55 minutes grâce à une vitesse commerciale de 23 km/h et à l'instauration de la priorité aux feux tricolores sur la totalité de la ligne. Grâce à la circulation de bus articulés et à une fréquence de passage élevée aux heures de pointe, la ligne peut transporter jusqu'à 1 400 voyageurs par heure et par sens.

### Substitution nocturne
Toutes les nuits, entre 0 h 30 et 5 h 30 environ, l'itinéraire du Tvm est parcouru en complémentarité par deux lignes de bus du réseau Noctilien :
- la ligne N71 : entre Saint-Maur-Créteil RER et Marché International de Rungis (pour 70 % du trajet du Tvm)[29] ;
- la ligne N62 : entre Marché International de Rungis et La Croix de Berny RER (pour 30 % du trajet du Tvm)[30].

Cette complémentarité de desserte nocturne, se substituant ainsi totalement au trajet du Tvm et assurant alors une réelle continuité de service, est effective depuis la nuit du 25 au 26 mars 2018.
D'ailleurs, la ligne N71 a justement été créée, en décembre 2006, pour rendre plus accessible aux employés le pôle économique de Rungis actif essentiellement durant la nuit.

### Matériel roulant

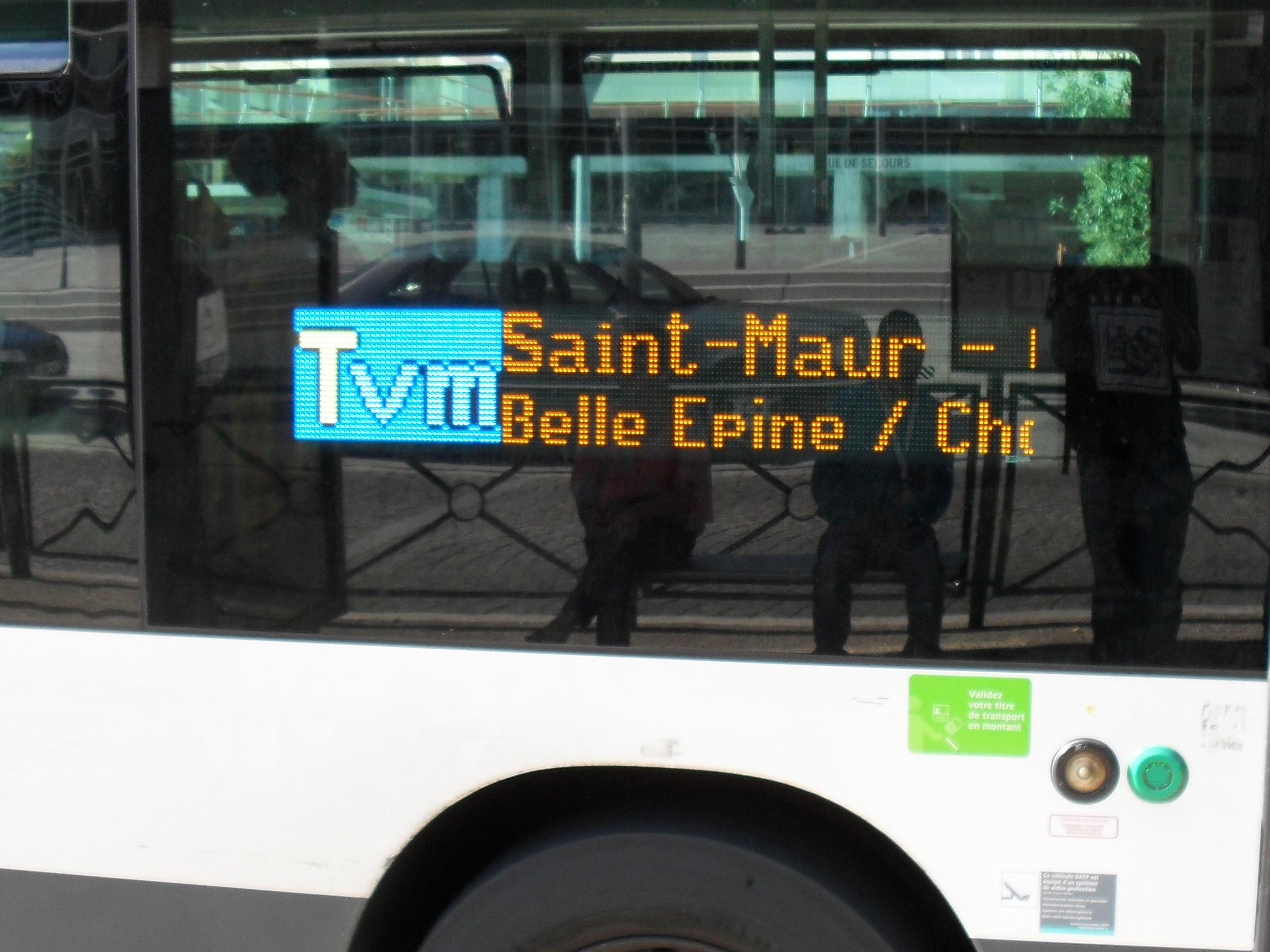
L'afficheur latéral sur un Lion's City G, en août 2013.

La ligne est équipée de bus articulés Scania Citywide LFA GNV depuis 2021. Ils remplacent les Mercedes-Benz Citaro G C2 qui y circulaient depuis 2017 et qui ont été mutés sur les lignes 95 et 105.
Depuis le 4 décembre 2009, la ligne dispose également d'un Crealis 18 (véhicule no 4002), initialement dans le but de mener une expérimentation qui devait déboucher sur la commande d'exemplaires supplémentaires afin d'équiper la nouvelle ligne 393. Finalement, bien que la RATP ait préféré opter pour des Citelis 18, le Crealis 18 continue de circuler sur la ligne en 2013. Une opération similaire a été menée sur la ligne 91 (Montparnasse 2-TGV ↔ Place de la Bastille) avec le véhicule no 4001, véhicule qui a justement rejoint la ligne 393 en avril 2012.
Auparavant, elle était équipée de trente-quatre bus articulés Irisbus Agora L aux normes Euro 3 qui se distinguaient par une décoration spécifique et propre à la ligne en plus de quatorze autres qui n'avaient pas cette livrée spécifique. Ils disposaient chacun de cent places et étaient équipés de plancher bas pour faciliter l'accès des personnes à mobilité réduite et des utilisateurs de fauteuil roulant. Ils étaient équipés du système d'information SIEL embarqué. Pour se conformer aux normes européennes établies dans le but de faire en sorte que les bus respectent l'environnement, ces derniers étaient silencieux et peu polluants puisqu'ils roulaient au « gazole désulfuré avec filtres à particules ».
Ces trente-quatre véhicules à la livrée propre au TVM étaient issus de deux tranches de livraison : les vingt-quatre premiers (coquilles 1786 à 1809) furent livrés neufs sur la ligne en septembre 2003, afin de remplacer les PR 180.2 circulant depuis la mise en service de la ligne, et les treize derniers (coquilles 1728 à 1740) arrivèrent en juillet 2007 à la suite du prolongement à Antony, en provenance de la ligne 183. Plus tard, et afin de renforcer la ligne, quatorze autres Agora L en provenance de différentes lignes étaient venus entre janvier 2009 et septembre 2011, dont l'Agora L no 1602 aux normes Euro 2 (1602, 1727, 1742 à 1744, 1749, 1751 à 1758). En novembre 2012, les 1749, 1751, 1757 et 1758 étaient allés temporairement sur la nouvelle ligne 272 avant de revenir sur la ligne début 2013, mais sans le 1749, qui, parti au centre bus d'Ivry, avait cédé sa place au 1759 (qui n'était pas affecté à la ligne mais laissé de réserve). En juin 2017, la ligne échange progressivement ses Lion's City G au profit de Mercedes-Benz Citaro G C2 provenant des lignes 31, 150 et 304 ; entre 2017 et 2021, la ligne est uniquement équipée de 50 véhicules de ce modèle. Depuis 2021, en raison du passage au GNV du dépôt de Thiais, la ligne a reçu 50 Scania Citywide LFA GNV (9226 à 9275). Les Mercedes-Benz Citaro G C2 sont depuis affectés aux lignes 95 et 105 pour remplacer les Citelis 18 €5 et EEV.
Au 30 décembre 2013, la ligne est gérée par le Centre bus de Thiais, ouvert depuis le 30 juin 1969, également site de remisage des 46 véhicules de la ligne.

### Priorité des bus aux carrefours à feux

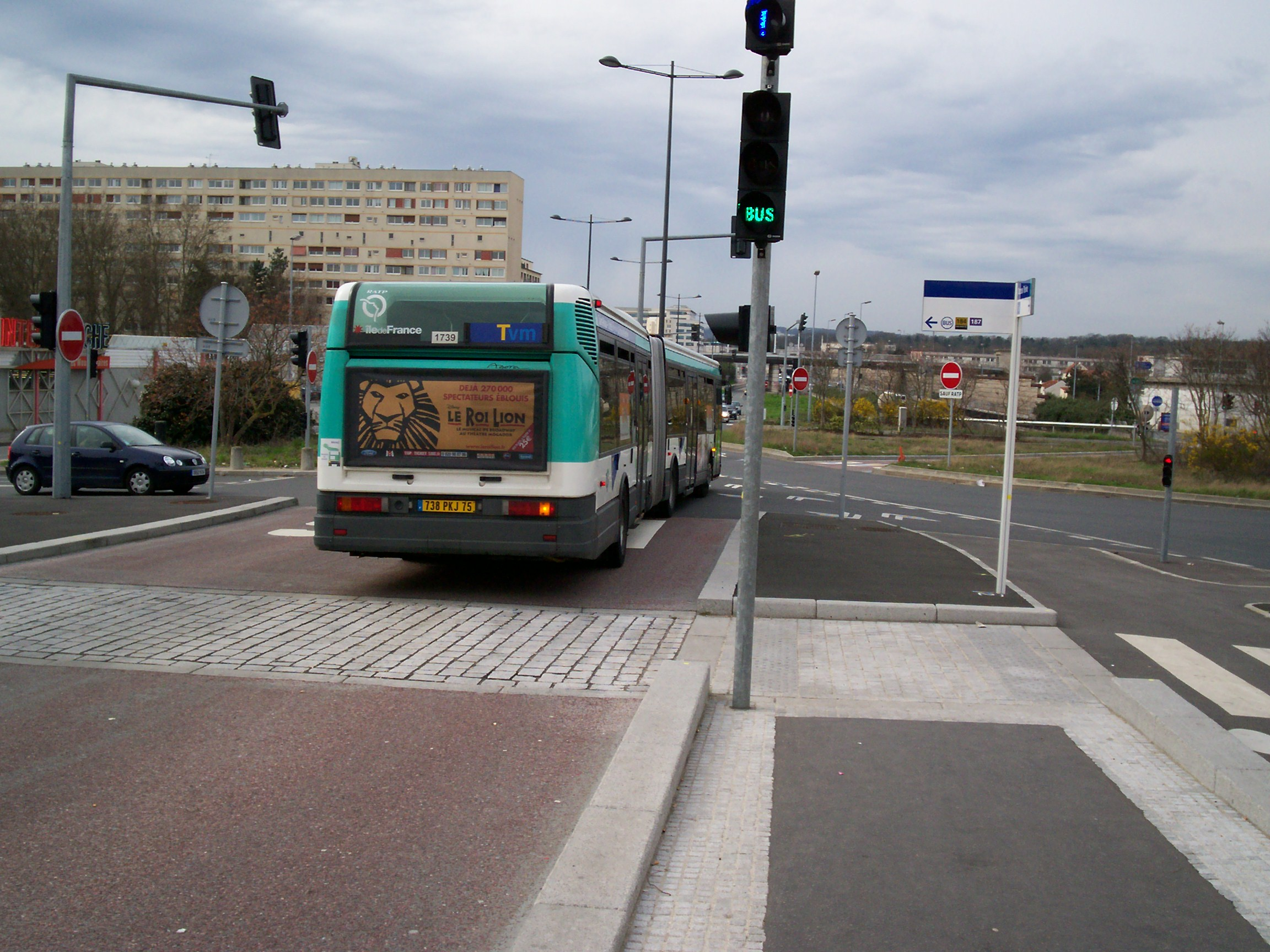
L'Agora L no 1739, avant son retrait, profitant de la priorité des bus aux carrefours à feux.

Un système de priorité pour les bus aux carrefours à feux a été initialement installé aux carrefours situés sur le tronçon entre le MIN de Rungis et la Croix de Berny, puis sur le reste du parcours courant 2009.
Il s'agit d'un ensemble coordonné d’actions tendant à favoriser les véhicules de transport en commun par rapport aux véhicules particuliers dans le franchissement de carrefours à feux. Il doit permettre d'améliorer la qualité de l’offre et, par conséquent, de rendre la ligne plus attractive et plus compétitive que les voitures particulières. Ainsi les usagers de la ligne peuvent apprécier la diminution du temps de parcours, l’amélioration de la régularité des dessertes et un confort accru induit par des décélérations et des accélérations moins fréquentes.

### Tarification et financement
La tarification de la ligne est identique à celle de tous les réseaux de bus franciliens et accessibles avec les mêmes abonnements. Un ticket « bus-tram », qui remplace le ticket t+ au 1er janvier 2025, permet un trajet simple quelle que soit la distance, avec une ou plusieurs correspondances possibles avec les autres lignes de bus et de tramway pendant une durée maximale de 1 h 30 entre la première et dernière validation. En revanche, un ticket validé dans un bus ne permet pas d'emprunter le métro, ni le Transilien et le RER.
Toutes les stations de la ligne sont situées en zone tarifaire 3. Seules les personnes munies d'un ticket « bus-tram » ou d'un abonnement incluant la zone 3 peuvent donc parcourir l'intégralité de la ligne.
Le financement du fonctionnement de la ligne (entretien, matériel et charges de personnel), est assuré par la RATP. Cependant, les tarifs des billets et abonnements dont le montant est limité par décision politique ne couvrent pas les frais réels de transport. Le manque à gagner est compensé par l'autorité organisatrice, Île-de-France Mobilités, présidée depuis 2005 par le président du conseil régional d'Île-de-France et composé d'élus locaux. Elle définit les conditions générales d'exploitation ainsi que la durée et la fréquence des services. L'équilibre financier du fonctionnement est assuré par une dotation globale annuelle aux transporteurs de la région grâce au versement transport payé par les entreprises et aux contributions des collectivités publiques.

### Trafic
Le Tvm est une ligne de bus au trafic élevé. Elle figure parmi les plus fréquentées du réseau bus.
Sa fréquentation annuelle est de 14 960 000 voyageurs en 2015. En 2019, la ligne transporte 23 millions de passagers, ce qui en fait la ligne de bus la plus fréquentée d'Europe.

## Projets

### Correspondance avec la ligne 15 du Grand Paris Express
En 2026, la ligne devrait être mise en correspondance avec la ligne 15, à la gare de Saint-Maur - Créteil.

### Évolution potentielle en ligne T Zen
L'axe de la ligne Tvm fait partie des axes pouvant potentiellement accueillir une ligne T Zen.

## Tourisme

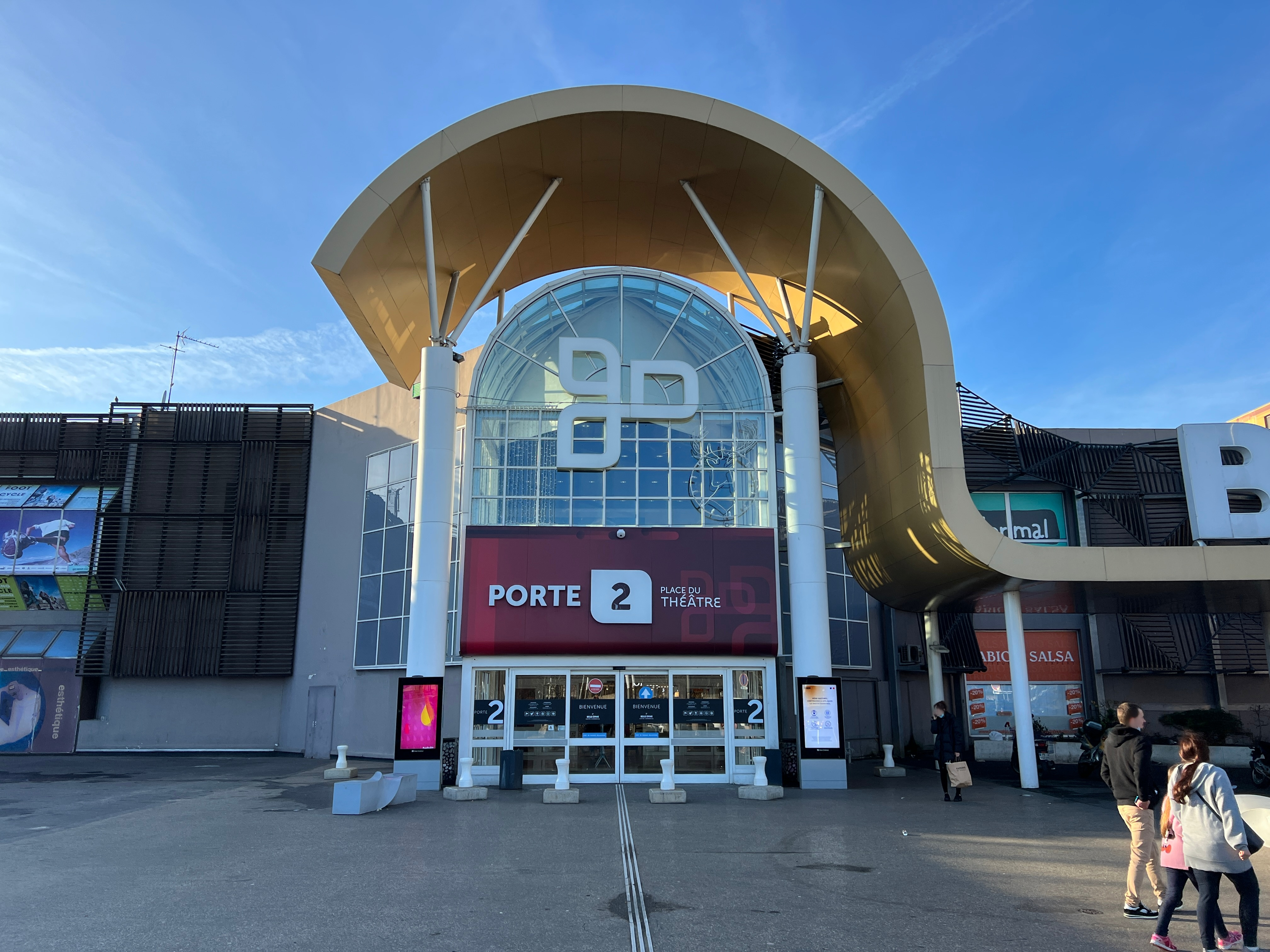
Le centre commercial Belle Épine.

La ligne Tvm dessert, de l'est vers l'ouest, les lieux d'attraction suivant :
- les bords de Marne à la station Pont de Créteil ;
- le centre commercial Créteil Soleil ;
- le lac de Créteil ;
- les bords de Seine à Choisy-le-Roi ;
- le parc interdépartemental des sports à Choisy-le-Roi ;
- le centre commercial Thiais Village ;
- le centre commercial Belle Épine ;
- le parc de Sceaux.

Entre les arrêts « Parc Médicis » et « Montjean », le site propre passe devant le regard de la Loge, élément de l'ancien aqueduc Médicis, inscrit comme monument historique depuis 1988.